# Homöopathie

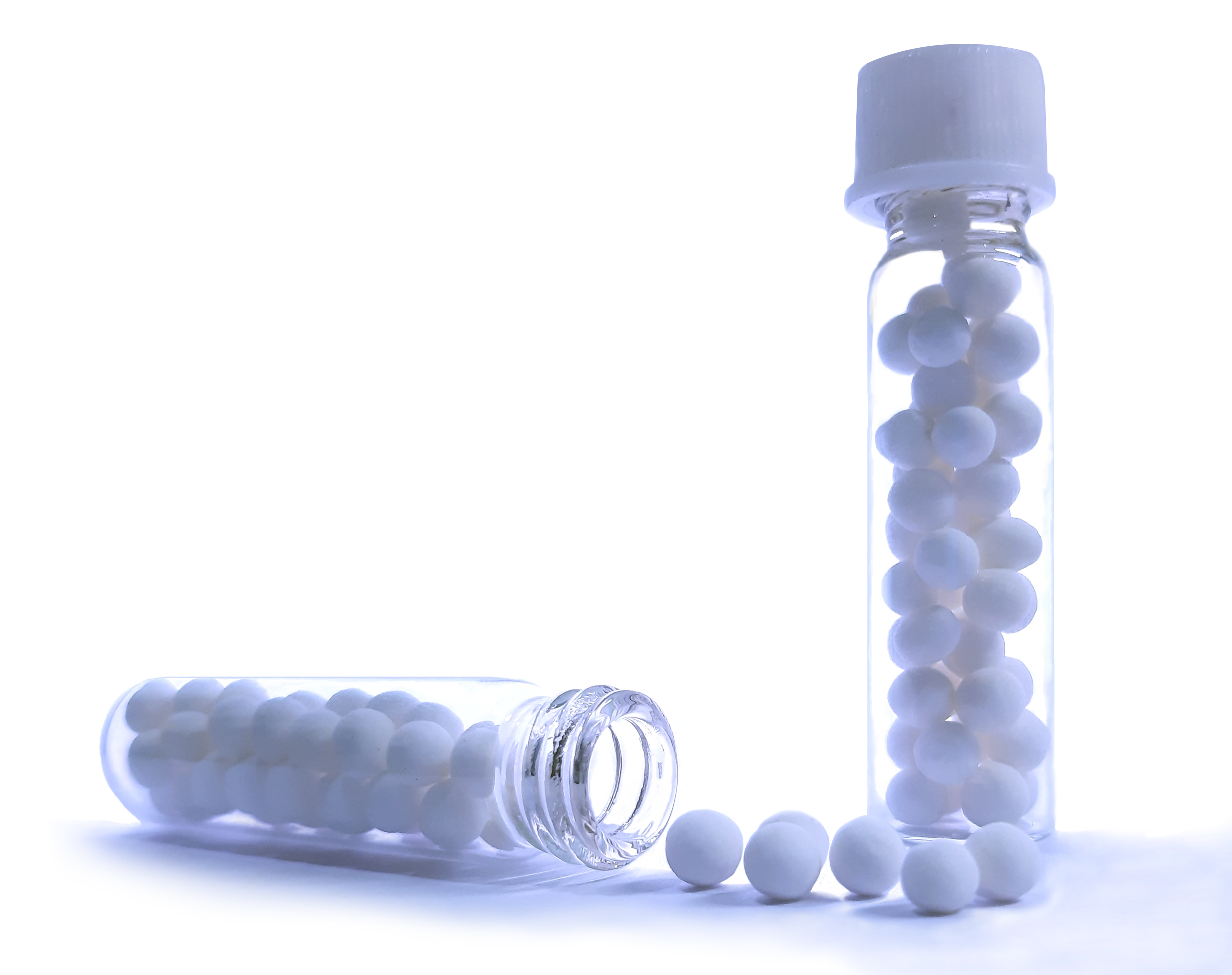
Globuli, eine Arzneiform der Homöopathie

Als Homöopathie [ˌhomøopaˈtiː] (von altgriechisch ὁμοῖος homóios, deutsch ‚gleich‘ und πάθος páthos, deutsch ‚Leid‘) wird eine pseudowissenschaftliche Behandlungsmethode aus dem Bereich der Alternativmedizin bezeichnet. Sie beruht auf Vorstellungen von Samuel Hahnemann aus dem Jahr 1796, wonach für die Behandlung ein Arzneimittel anzuwenden ist, das in höherer Konzentration an Gesunden ähnliche Symptome hervorruft wie die Krankheit (Ähnlichkeitsprinzip). Eine wissenschaftliche Begründung und ein Nachweis für eine pharmakologische Wirksamkeit homöopathischer Arzneien existieren nicht. Es lässt sich keine therapeutische Wirkung nachweisen, die über Placebo-Effekte hinausgeht. Von der wissenschaftlichen Medizin wird die Homöopathie als pharmakologisch wirkungslose, in einigen Fällen riskante Behandlung abgelehnt. Ein Gegenbegriff zur Homöopathie ist die Allopathie.

## Grundsätze
Die Homöopathie ist eine weit verzweigte Praxis mit vielen Varianten, die sich zwar alle auf Hahnemann und sein „Ähnlichkeitsprinzip“ berufen, in anderen Punkten aber teilweise erheblich voneinander abweichen. Häufig wenden sie eine „Arzneimittelprüfung am Gesunden“, die Erhebung einer ausführlichen Anamnese und die Verdünnung von „Grundsubstanzen“ bei der Herstellung homöopathischer Mittel an.

### Ähnlichkeitsprinzip (Simile-Prinzip)

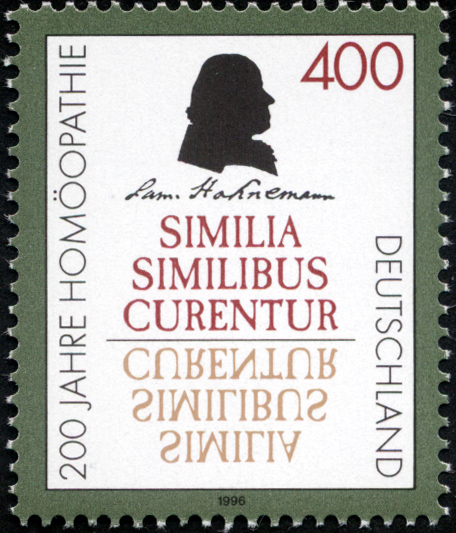
400-Pf-Sondermarke von Deutschland (1996) mit einer Silhouette Hahnemanns und seiner Ähnlichkeitsregel similia similibus curentur

Hahnemann formulierte für Heilungen das „Ähnlichkeitsprinzip“: „Ähnliches möge durch Ähnliches geheilt werden“ (lateinisch similia similibus curentur oder curantur). Danach sollen Krankheiten durch Mittel geheilt werden, die in hoher Konzentration bei einem Gesunden ähnliche Symptome hervorrufen wie die Krankheit.

„Jedes wirksame Arzneimittel erregt im menschlichen Körper eine Art von eigner Krankheit, eine desto eigenthümlichere, ausgezeichnetere und heftigere Krankheit, je wirksamer die Arznei ist. Man ahme der Natur nach, welche zuweilen eine chronische Krankheit durch eine andre hinzukommende heilt und wende in der zu heilenden (vorzüglich chronischen) Krankheit dasjenige Arzneimittel an, welches eine andre, möglichst ähnliche, künstliche Krankheit zu erregen im Stande ist und jene wird geheilet werden; Similia similibus.“

Bei der Behandlung soll der „gemüthliche und geistige Charakter“ des Patienten ebenfalls berücksichtigt werden. Hierzu erstellten Hahnemann und seine Nachfolger ausgedehnte Tabellen (Repertorien), mit deren Hilfe der Homöopath die Krankheitserscheinungen seines Patienten einem Arzneimittelbild zuordnen soll.
Die Idee eines (auch in den „Etymologien“ des Isidor von Sevilla im 7. Jahrhundert von anderen Heilmethoden unterschiedenen) Simile-Prinzips lässt sich nicht allein auf Hahnemann zurückführen. Ansatzweise finden sich die Ideen bereits im Corpus Hippocraticum und den Schriften von Paracelsus:

„Die Krankheit entsteht durch Einflüsse, die den Heilmitteln ähnlich wirken, und der Krankheitszustand wird beseitigt durch Mittel, die ihm ähnliche Erscheinungen hervorrufen.“

„Ähnliches wird durch Ähnliches behandelt und nicht Gegensätze durch Gegensätze.“

Die Entwicklung zum zentralen Prinzip der Homöopathie geht unter anderem auf einen Selbstversuch Hahnemanns zurück, mit dem er herausfinden wollte, wie die damals schon als Mittel gegen Malaria bekannte Chinarinde wirkt („Chinarindenversuch“). Nach sechs Jahren weiterer Experimente an sich und seinen Familienmitgliedern mit anderen Substanzen formulierte Hahnemann 1796 das Ähnlichkeitsprinzip der Homöopathie in Form eines Postulats, veröffentlicht in Christoph Wilhelm Hufelands Journal der praktischen Arzneikunde. Hahnemann schrieb hierzu in seinem Grundlagenwerk der Homöopathie, dem Organon der Heilkunst:

„Durch Beobachtung, Nachdenken und Erfahrung fand ich, daß im Gegentheile von der alten Allöopathie die wahre, richtige, beste Heilung zu finden sei in dem Satze: Wähle, um sanft, schnell, gewiß und dauerhaft zu heilen, in jedem Krankheitsfalle eine Arznei, welche ein ähnliches Leiden für sich erregen kann, als sie heilen soll!“

Voraussetzungen für die Anwendung des Ähnlichkeitsprinzips in der Homöopathie sind zum einen die Kenntnis der Wirkung der homöopathischen Mittel (siehe „Homöopathische Arzneimittelprüfung“) und zum anderen die exakte Erfassung des Symptombildes des Patienten in der homöopathischen Anamnese (siehe „Wahl des Mittels“).
Schon Zeitgenossen Hahnemanns haben die Beliebigkeit des Ähnlichkeitsprinzips kritisiert, welches aus wissenschaftlicher Sicht nicht nachvollziehbar ist. So bezeichnete Ludwig Griesselich das Simile-Prinzip als Sack, in den „man Alles hineinstecken kann“. Bis heute wurde noch kein Medikament nach diesem Prinzip entdeckt, das Eingang in die evidenzbasierte Medizin gefunden hat. Hahnemanns Chinarindenversuch konnte nie reproduziert werden. Es wird vermutet, dass Hahnemann allergisch auf Chinarinde reagierte.

### Homöopathische Arzneimittelprüfung

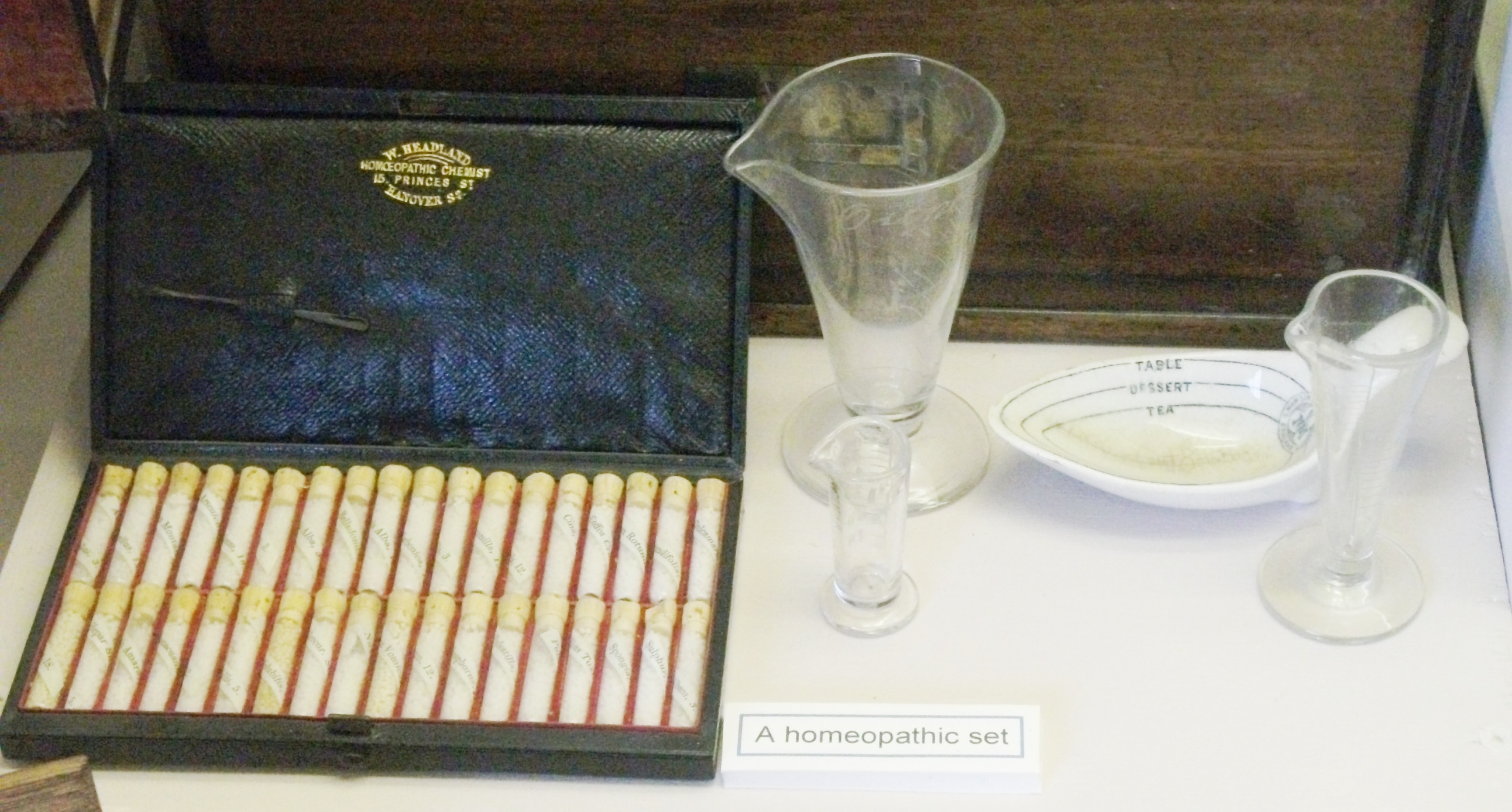
Historisches Homöopathieset

Bis zu Beginn des 21. Jahrhunderts wurden in der Homöopathie Arzneimittelprüfungen durchgeführt, die jedoch keineswegs arzneimittelrechtlichen Medikamentenstudien gemäß dem Arzneimittelgesetz (siehe unten) entsprechen, sondern nach Hahnemanns Vorgaben durchgeführt wurden: Homöopathische Prüfer, die gesund sein müssen, nehmen ein Mittel ein und notieren anschließend alle Veränderungen und Reaktionen, die sie an sich feststellen.
Die aufgezeichneten Symptome mehrerer solcher Prüfungen werden zu einem homöopathischen Arzneimittelbild zusammengefasst und in Verzeichnissen geordnet. Je nach Ordnungskriterium handelt es sich dabei entweder um Arzneimittellehren (nach Mitteln geordnet) oder um Repertorien, die nach Symptomen zusammengestellt werden. Es gibt keine einheitlichen Vorschriften für Arzneimittelprüfungen, lediglich Empfehlungen.
Hahnemann selbst hatte schon im Jahre 1805 angebliche Wirkungen von 27 verschiedenen Mitteln an gesunden Menschen beschrieben. Er betonte, dass sämtliche Befindlichkeiten der Probanden während der Wirkungszeit des Mittels als durch dieses ursächlich hervorgerufen gelten müssten, selbst wenn der Prüfer Ähnliches in anderen Zusammenhängen beobachtet habe.
Diese Prüfungen wurden bereits im 19. Jahrhundert als „höchst unwissenschaftlich“ kritisiert. Ihre „Kunst“ bestehe darin, „durch wirksame oder giftige Arzneistoffe, lange vor Hahnemann bekannte Erscheinungen und Vergiftungssymptome hervorzurufen, welche allerdings dieser oder jener Krankheit, oft aber auch mehreren und sehr verschiedenen Leiden zukommen“. Schon 1927 war in den Originalschriften von Samuel Hahnemann zu finden, dass Berichte von nicht weniger als 716 Symptomen vorlägen, die Hahnemann durch Reiben mit Magneten an Personen erhalten habe. Eine von einigen Homöopathen durchgeführte Untersuchung von Arzneimittelprüfungen der Jahre 1945 bis 1995 ergab, dass diese Prüfungen sehr unterschiedlich gehandhabt wurden und meist von sehr niedriger Qualität waren.

### Homöopathische Anamnese
Nach Hahnemann ist Krankheit „eine besondre Stimmung“ des Organismus, die der Heilkünstler anhand der Symptome zu erkennen und zu beseitigen habe. Bei der homöopathischen Anamnese eines Patienten, d. h. einer Beobachtung und Befragung, wird versucht, das gesamte Symptombild und die Art der „Verstimmung der Lebenskraft“ zu erfassen. Im Unterschied zur Anamnese in der naturwissenschaftlichen Medizin wird in der homöopathischen Anamnese der Patient auch über eine Vielzahl von Sachverhalten befragt, die aus naturwissenschaftlicher Sicht unerheblich sind. Ziel ist es, dasjenige Mittel herauszufinden, bei welchem die beim gesunden Menschen beobachteten Symptome möglichst mit denen übereinstimmen, die bei der Anamnese des Kranken erfasst wurden (Repertorisierung, Repertorisation).

### Potenzierung
Homöopathische Arzneimittel werden durch Potenzierung von Grundsubstanzen hergestellt. Potenzierung ist eine starke Verdünnung bei gleichzeitiger „Dynamisierung“ (Verschüttelung oder Verreibung).
Das heißt, „Urtinkturen“ (pflanzlichen und tierischen Ursprungs: Symbol: Ø oder mineralischen und chemischen Ursprungs: Symbol O) werden wiederholt mit Wasser, Ethanol oder Glycerin verschüttelt oder mit Milchzucker verrieben.
Die Verdünnung wurde zunächst wegen der Giftigkeit vieler der verwendeten Stoffe durchgeführt. Erst in einer späteren Phase verordnete Hahnemann „Hochpotenzen“. Er nahm an, dass durch das besondere Verfahren eine „im innern Wesen der Arzneien verborgene, geistartige Kraft“ wirksam werde. Zur Begründung der Hochpotenzen ging er davon aus, dass sich hier „die Materie […] roher Arznei-Substanzen […] zuletzt gänzlich in ihr individuelles geistartiges Wesen auflöse“.
Homöopathische Mittel werden flüssig (Dilution) oder als Globuli, in tiefen Potenzen auch in Form von Tabletten angewendet.
Hahnemann führte die Potenzierung um 1798 ein. Nach seinen Anweisungen wurden Homöopathika in Hunderterschritten potenziert („C-Potenzen“). Das heute gebräuchlichere Dezimalsystem zur Potenzierung und Bezeichnung der Potenzen, z. B. D10, wurde vom Heilpraktiker und späteren Arzt Arthur Lutze entwickelt und von Constantin Hering in die Behandlung eingeführt. Aus der Sicht der Homöopathen ist die Wirkung einer bloßen Verdünnung nicht mit der eines potenzierten, also verschüttelten oder verriebenen Mittels vergleichbar. Von Hahnemann wurde schon im Organon der Heilkunst (Anmerkung zu § 11) die Wirkung eines potenzierten Mittels nicht der körperlichen Substanz oder physischen Wirkung eines Arzneistoffes, sondern einer diesem innewohnenden, immateriellen, durch das Dynamisieren daraus freigewordenen „spezifischen Arzneikraft“ zugeschrieben. Heutige Homöopathen, die Hochpotenzen anwenden, nehmen an, bei der Potenzierung, auch Dynamisierung genannt, werde durch die Energiezufuhr beim Verschütteln oder Verreiben eine Information an das Lösungsmittel abgegeben und bei jedem Potenzierungsschritt verstärkt, auch wenn keine Moleküle des Arzneimittels mehr in der Lösung vorhanden sind. Es existieren keine Belege für die Existenz der postulierten immateriellen Energiezufuhr durch die rituellen mechanischen Prozeduren. Die mit dieser Methode hergestellten Lösungen unterscheiden sich nicht von einfach nur verdünnten Lösungen.
Die Verdünnung unter die chemische Auflösungsgrenze (ab D23 – siehe auch Avogadro-Konstante) ist kein zwingendes Element der Homöopathie. Viele Heilpraktiker und einige Ärzte arbeiten in Deutschland auch mit den Verdünnungen 1:10.000 und 1:1.000.000 (D4 und D6), in denen die Stoffe noch in nennenswerter Konzentration vorliegen. Bei diesen nur schwach verdünnten Mitteln sind die regulären Dosis-Wirkungs-Beziehungen des verwendeten Stoffes zu beachten und diverse Wirkungen möglich. Neben der bekanntesten D-Potenzierungsreihe (1:10) gibt es noch die C-Reihe (1:100) und die LM- oder Q-Reihe (1:50.000).
Die Fluxionspotenzierung nach Dellmour ist eine Sonderform der flüssigen Potenzierung, die ohne Verschütteln erfolgt. Durch Turbulenzen der zuzufügenden Flüssigkeit bei der Zugabe ins Potenzierungsgefäß soll das Verschütteln unnötig sein. Jedoch sei der Dynamisierungseffekt geringer, so dass sehr hohe Potenzgrade hergestellt werden müssten.
Bei der K-Potenzierung nach Semjon Nikolajewitsch Korsakow, einem russischen Homöopathen, erfolgt die Potenzierung vereinfacht in nur einem Glas. Die Methode wurde zwar nicht in das Homöopathische Arzneimittelbuch (HAB) aufgenommen, dennoch stellen einige Firmen aus Zeit- und Kostengründen Hochpotenzen nach dieser Methode her.
Aus Sicht einiger Homöopathen müsste eine „Schwache Quantentheorie“ zur Erklärung der Homöopathie heranzuziehen sein. Dabei wird das Phänomen der Verschränkung jedoch ohne mathematische Definition auf grundlegend verschiedene Systeme wie ein homöopathisches Mittel und Krankheitssymptome angewandt; die extrem leichte Zerstörbarkeit verschränkter Zustände wird nicht berücksichtigt.
Als Versuch der Erklärung eines „Gedächtniseffekts von Wasser“ werden von einigen Homöopathen strukturelle Veränderungen am Wasser als Lösungsmittel angeführt. Eine solche Gedächtnisfunktion ist jedoch nicht mit den Kenntnissen über Wasser vereinbar.
| D Skala | C Skala | Verdünnung / Mischung      | Bemerkungen |
| ------- | ------- | -------------------------- | --- |
| Ø/O     | Ø/O     | 1:1                        | - Urtinktur, unverdünnt (Urtinktur besteht je zur Hälfte aus Arzneimittel und Ethanol) - Urtinkturen sind als Arzneimittel zwar apothekenpflichtig, aber ohne Rezept erhältlich, sofern sie nicht der Verschreibungspflicht unterliegen. |
| D1      | —       | 1:10 1                     | - Niedrigpotenzen von Giften wie Quecksilber (Mercurius solubilis), Tollkirsche (Belladonna) usw. sind toxisch. So kann beispielsweise das vor allem in der von Homöopathen als „Laienhomöopathie“ bezeichneten Form als D6 oder D12 verwendete Arsen(III)-oxid (Arsenicum album) in der Dosierung von 1 g der D1-Lösung tödlich sein. |
| D2      | C1      | 1:100 1:102                | - Entspricht einer Konzentration, die sich durch Auflösung von 1 g Wirkstoff in 100 g, also 100 ml Flüssigkeit ergibt. |
| D4      | C2      | 1:10.000 1:104             | - Entspricht im Volumen ca. einem Tropfen auf einen halben Liter Lösungsmittel. - Bei auf D4 verdünnten Giften können Vergiftungserscheinungen auftreten. Beispielsweise führt Arsenicum album D4, 3 mal täglich 5 Tropfen über Wochen aufgenommen, zu chronischen Vergiftungserscheinungen. |
| D6      | C3      | 1:1.000.000 1:106          | - Entspricht etwa einem Tropfen auf 50 Liter (ca. eine halbe Badewanne) Lösungsmittel - Ab dieser Stufe übersteigt die Menge der Verunreinigungen im Lösungsmittel die Menge der noch vorhandenen Urtinktur. - Die höchste in der evidenzbasierten Medizin verwendete Verdünnung. Der giftigste bekannte Stoff Botulinumtoxin wird in der Neurologie in der Verdünnung 1:1.600.000 eingesetzt.                                                    |
| D8      | C4      | 1:100.000.000 1:108        | - Entspricht etwa einem Tropfen auf 5 m³ (5000 Liter ≈ 25 gefüllte Badewannen) Lösungsmittel - Entspricht etwa dem Grenzwert von Arsen im Trinkwasser. Ab dieser Konzentration sind auch bei langfristigem Konsum keine Gesundheitsrisiken zu erwarten. |
| D12     | C6      | 1:1.000.000.000.000 1:1012 | - Die Auflösung von 1 g Wirkstoff in dem Wasservolumen von 400 olympischen Schwimmbecken bzw. in 1.000.000 m³ |
| D24     | C12     | 1:1024                     | - Entspräche etwa einem Tropfen im Volumen des Atlantiks - Bei dieser Potenz enthalten in einem idealisierenden Gedankenexperiment nur etwa die Hälfte aller 1-Liter-Flaschen D24-Lösung ein Molekül einer einmolaren Urtinktur; dementsprechend wird ab hier bei weiterer Zugabe von Lösungsmittel nicht mehr verdünnt, sondern Lösungsmittel mit Lösungsmittel gemischt.                                                                        |
| D26     | C13     | 1:1026                     | - Entspräche etwa der Verdünnung von einem Tropfen im 3-fachen Volumen des gesamten Wassers auf der Erde - Von den Molekülen der Ursprungslösung ist dann in je 160 Litern der potenzierten Lösung noch ein einziges enthalten (wenn das Verdünnungsmittel selbst vollständig frei davon ist). |
| D60     | C30     | 1:1060                     | - Entspräche einem einzigen Molekül einer beliebigen Substanz in einer Wasserkugel mit einem Durchmesser von 150 Millionen Kilometern (der Abstand von der Erde zur Sonne) oder weniger als ein Zuckerstückchen … in Milliarden von Galaxien. - Von Hahnemann bevorzugte und für die Arzneimittelprüfungen empfohlene Potenz. Hochpotenzen von Belladonna haben bei homöopathischen Arzneimittelprüfungen keinen Unterschied zu Placebos ergeben. |
| D80     | C40     | 1:1080                     | - Entspräche einem Molekül der Ausgangssubstanz im gesamten beobachtbaren Universum |
| D400    | C200    | 1:10400                    | - Entspräche einem Molekül der Ausgangssubstanz im 10320 fachen Volumen des gesamten beobachtbaren Universums |
| D1000   | C500    | 1:101.000                  | - Höchste üblicherweise lieferbare D-Potenz |
| —       | C1000   | 1:102.000                  | - Höchste üblicherweise lieferbare C-Potenz |

Legende:  grün  = Niedrigpotenzen, die eine toxikologische oder pharmakologische Wirkung besitzen können;  gelb  = Die Potenzierung und chemische Wirksamkeit stoßen an die chemisch-physikalischen Grenzen;  rosa  = Hochpotenzen. Potenzierungen in diesem Bereich überschreiten die chemischen und physikalischen Möglichkeiten.

### Anwendung

#### Wahl des Mittels
Grundlage für die Wahl eines homöopathischen Mittels ist einerseits die Anamnese und andererseits die Kenntnis der Wirkungen und Symptome, die eine Arznei bei einem gesunden Menschen nach Meinung der Homöopathen auslösen könne. Um diese Kenntnisse zu erlangen, werden Arzneimittelprüfungen durchgeführt.
Als Hilfsmittel dienen dabei Arzneimittellehren und Repertorien. In Arzneimittellehren werden die Mittel mit allen bei der Arzneimittelprüfung angeblich beobachteten Symptomen beschrieben. Repertorien sind nach Symptomen hierarchisch gegliedert und verzeichnen alle Mittel, bei denen das jeweilige Symptom beobachtet worden sein soll. Die Wertigkeit eines Mittels (einwertig bis vierwertig) gebe einen Hinweis darauf, wie bewährt das Mittel bei der Heilung dieses Symptoms ist. Eine hohe Wertigkeit im Repertorium erhalte ein Mittel nur, wenn es sowohl bei der Arzneimittelprüfung bei einer hohen Zahl von gesunden Probanden dieses Symptom hervorgerufen habe als auch viele Berichte über Heilungen von Fällen mit diesem Symptom existierten.
Eine statistische Definition für eine solche „hohe Anzahl“ gibt es dabei nicht. Deshalb werden in modernen Repertorien auch Kennzeichnungen für bewährte Mittel geführt, die auf die Erfahrung einzelner Homöopathen mit hohem Ansehen zurückgehen. So werden zum Beispiel die Künzli-Punkte von vielen Autoren zitiert.

#### Dosierung
Potenzierte Mittel gibt es in Form von alkoholischen Lösungen, Tabletten und Globuli (mit homöopathischer Lösung imprägnierte Kügelchen aus Zucker). Bei der Einnahme von Lösungen sollte nach Empfehlung von manchen Homöopathen auf die Verwendung eines metallenen Löffels verzichtet werden, da dieser die vermeintlichen „Erinnerungseigenschaften“ der Flüssigkeit beeinflussen könne. Stattdessen kann ein Löffel aus Holz oder Kunststoff verwendet werden. Auch nahm Hahnemann an, dass der Genuss oder Geruch verschiedener Substanzen die Wirkung einiger homöopathischer Mittel beeinträchtigen könne.
Homöopathische Mittel sollen nach Meinung der Homöopathen unter die Zunge geträufelt bzw. unter der Zunge aufgelöst und ca. eine Minute im Mund belassen werden, um die Resorption des Zuckers über die Mundschleimhaut zu verbessern.
Das beste Ergebnis soll erreicht werden können, wenn die homöopathischen Arzneimittel sofort nach dem Auftreten der ersten Symptome eingenommen werden. Homöopathische Hochpotenzen sollen besonders wirksam sein, weshalb von Seiten der Homöopathen gefordert wird, dass diese immer durch einen versierten Homöopathen verordnet werden und der Verlauf beobachtet wird.

#### Gegenanzeigen
Abhängig von Wirkstoff und Trägersubstanz kann es Umstände geben, die auch gegen die Gabe eines bestimmten homöopathischen Mittels sprechen. So sollten beispielsweise trockene Alkoholiker keine alkoholischen Lösungen einnehmen, da diese einen Rückfall auslösen können. Auch Allergien oder Unverträglichkeiten gegen Bestandteile des Mittels, wie beispielsweise Honigbiene als Tiefpotenz bei Bienengiftallergie, können der Einnahme entgegenstehen.
Als relative Kontraindikation gelten Erkrankungen, die eine Substitutionstherapie erfordern, wie Diabetes mellitus Typ 1, akute Erkrankungen, die aus vitaler Indikation oder zur Vermeidung von Spätfolgen eine rasche, schnell wirksame Behandlung erfordern und für die es bewährte Therapien gibt, wie beim akuten Herzinfarkt, bei allergischem Asthma oder allergischem Schock. Organische Erkrankungen, bei denen eine lebensbedrohliche Verschlechterung vorgezeichnet ist, wie bei bösartigen Erkrankungen, sollten ebenfalls nicht homöopathisch behandelt werden.

#### Nebenwirkungen
Als Nebenwirkung sehen Homöopathen eine vorübergehende Verstärkung der Symptome an, welche sie homöopathische Verschlimmerung (auch Erstverschlimmerung) nennen. Die Existenz eines solchen Phänomens ist nicht belegt.
Bei niedrigen Potenzstufen (bis etwa D6) kann eine reguläre unerwünschte Arzneimittelwirkung auftreten, weil im Mittel noch nennenswerte Stoffmengen enthalten sind. So können z. B. durch die Anwendung von Mercurius (Quecksilber), Arsenicum (As2O3) oder Nux vomica (Brechnuss), einer Pflanze, die Strychnin-Alkaloide enthält, Vergiftungen hervorgerufen werden.
Eine internationale Studie aus dem Jahr 2016 kam zu dem Ergebnis, dass Nebenwirkungen durch die Homöopathie in einer ähnlichen Häufung auftreten wie in der evidenzbasierten Medizin. Die amerikanische Food and Drug Administration (FDA, dt. Behörde für Lebens- und Arzneimittel) veröffentlichte 400 Berichte von Nebenwirkungen (als häufigste Beschwerden wurden Krämpfe, Zittern, Fieber, Kurzatmigkeit und Lethargie genannt), die nach der Einnahme von Homöopathika aufgetreten waren.

#### Homöopathisches Repertorium
siehe ausführlicher: Repertorium (Homöopathie)
Ein homöopathisches Repertorium enthält eine Sammlung von Symptomen und die dazugehörenden Arzneimittel aus verschiedenen Arzneimittellehren oder Arzneimittelprüfungen.
Der Homöopath repertorisiert anhand der Symptome eines Patienten im Repertorium das am häufigsten vorkommende Mittel und kann daraus das „ähnlichste“ Mittel für den Patienten aussuchen.
Bereits Hahnemann benutzte ein handschriftliches Findebuch. Die ersten gedruckten Repertorien stammen von seinen unmittelbaren Schülern Bönninghausen und Jahr. Ende des 19. Jahrhunderts veröffentlichte der homöopathische Arzt James Tyler Kent ein sehr umfassendes Repertorium in englischer Sprache, das bis heute das meistbenutzte Werk dieser Art ist. Weiterhin existieren auch digitale Repertorien.

## Wirksamkeit

### Aktuelle Studien
Im Jahre 2015 kam ein vom australischen National Health and Medical Research Council durchgeführtes Meta-Review über mehr als 50 systematische Übersichtsarbeiten zu dem Ergebnis, dass es keinen glaubwürdigen Beweis zur Wirksamkeit der Homöopathie über den Placeboeffekt hinaus gebe: „Es gab keine Krankheitsbilder, bei denen die Wirksamkeit der Homöopathie zuverlässig nachgewiesen werden konnte.“ Ähnlich fasste ein in 2017 veröffentlichter Report des European Academies Science Advisory Council zusammen, dass es „keine bekannten Krankheiten gibt, für die es belastbare, reproduzierbare Beweise gibt, dass die Homöopathie über den Placebo-Effekt hinaus wirksam ist“.
Eine schweizerisch-britische Forschergruppe um Shang et al. stellte im Jahre 2005 zur Bewertung des Behandlungserfolges bei verschiedenen Erkrankungen 110 Homöopathie-Studien ebenso viele entsprechende Studien aus der konventionellen Medizin gegenüber. Es zeigte sich, dass Studien mit einigen wenigen Teilnehmern und niedriger Qualität eher nicht-vorhandene Wirkungen vorspiegeln als solche mit einer hohen Teilnehmerzahl und guter Qualität. Kontrolliert man diese Störfaktoren, ergibt sich keine ausreichende Evidenz für die Wirksamkeit von Homöopathie, aber starke Evidenz für die Wirksamkeit der konventionellen Medizin. Studien, die der Homöopathie eine Wirksamkeit zuschreiben, können demnach mit methodischen Schwächen und verzerrenden Einflüssen erklärt werden. Laut dem Kommentar des Herausgebers markiert diese Analyse das „Ende der Homöopathie“. Ein Bericht der britischen Regierung zur Homöopathie berief sich im Jahr 2010 auf die Untersuchung von Shang et al., die als das bis dahin „umfassendste Review“ bezeichnet wurde.
Eine Wirksamkeit von homöopathischen Arzneimitteln ist nicht plausibel. Erklärungen für die angebliche Wirksamkeit einer homöopathischen Behandlung können sein:
- ein Placeboeffekt
- die Spontanheilung einer Erkrankung, z. B. enden die meisten Infektionskrankheiten nach Ausbildung einer Immunantwort
- die Regression zur Mitte, eine zeitweilige Minderung der Symptome bei zyklischen Erkrankungen
- eine Art psychotherapeutische Heilung durch die Zuwendung und Überzeugung des Homöopathen[104][105][106][107]
- unerkannte „Behandlungen“ durch Nahrungsbestandteile, Umwelteinflüsse oder zufällige Mitbehandlungen bei der Therapie anderer Erkrankungen
- nicht-homöopathische Behandlungen, die parallel zur homöopathischen Behandlung stattfinden
- ein Wegfall von Nebenwirkungen herkömmlicher Behandlungen, die auf Veranlassung des homöopathischen Behandlers beendet werden

### Geschichte der Wirksamkeitsstudien

#### Kochsalzversuche von Nürnberg
Viele Methoden experimenteller Medizin wurden zuerst in der Auseinandersetzung mit alternativer Medizin entwickelt: So publizierte bereits 1835 der Theologe und Redakteur George Löhner einen unter Beteiligung von Ärzten, Apothekern und anderen Honoratioren in Nürnberg durchgeführten Test der Wirkung einer homöopathischen Kochsalzlösung an einer Gruppe von 55 freiwilligen, gesunden Probanden. 42 Personen hatten „gar nichts Ungewöhnliches“ bemerkt (19 Kochsalz-Potenz, 23 Wasser), 9 Personen hatten „etwas Ungewöhnliches“ bemerkt (6 Kochsalzpotenz, darunter aber einer, der wusste, dass er die Potenz eingenommen hatte, 3 Wasser). Während die Kommission folgerte, dass die Potenzierung keine Wirkung habe, reagierten homöopathische Zeitschriften mit heftigen Polemiken.
Der Medizinhistoriker Michael Stolberg kritisiert 2006, dass eine Verzerrung durch die persönliche Haltung der Versuchsteilnehmer zur Homöopathie nicht ausgeschlossen wurde; durch eine Mitteilung, nichts Ungewöhnliches bemerkt zu haben, konnten diese das Gesamtergebnis negativ beeinflussen. Er würdigt jedoch die Anwendung moderner Elemente des Studiendesigns: Der Versuch sei „ein sehr frühes Beispiel für Randomisierung und doppelte Verblindung“.

#### Donner-Report
Fritz Donner, ein Vertreter der naturwissenschaftlich-kritischen Homöopathie, war in den Jahren 1936 bis 1939 an Überprüfungen homöopathischer Arzneimittel beteiligt, die vom damaligen Reichsgesundheitsamt angeordnet worden waren. Seine Beobachtungen fasste er in einen Report für die Robert Bosch Stiftung zusammen, der 1969 zunächst in französischer Sprache, jedoch erst 1995 in deutscher Sprache veröffentlicht wurde. Die Untersuchung wird heute als „Donner-Report“ bezeichnet und steht online zur Verfügung. In diesem Report beschrieb er das Scheitern zahlreicher, placebokontrollierter Arzneimittelprüfungen, mit denen berühmte Versuche Hahnemanns wiederholt werden sollten. Probanden unter Placebo berichteten zudem über diverse Symptome. Klinische Studien mit Erkrankten zeigten, dass diese durch homöopathische Behandlungen nicht geheilt wurden oder verstarben. Donner zitierte im Bericht Hanns Rabe, den damaligen 1. Vorsitzenden des Deutschen Zentralvereins homöopathischer Ärzte (DZVhÄ), mit den Worten: „Wir können doch das gar nicht, was wir behaupten!“ Laut Rabe stellt die Homöopathie „gar keine pharmakotherapeutische Methode“ dar, stattdessen eine „gewisse Form der Psychotherapie“.
Bereits während seiner Tätigkeit am Stuttgarter Robert-Bosch-Krankenhaus war bei ihm und einigen seiner Kollegen der Verdacht aufgekommen, dass es bei Arzneimittelprüfungen Placebosymptome gegeben haben könnte.

#### Erste Metaanalysen
1991 wurde eine erste Metaanalyse von Joseph Kleijnen und Kollegen veröffentlicht, die zwar auf eine Wirksamkeit von Homöopathie hindeutete, jedoch aufgrund der Qualität der einbezogenen Studien und der unklaren Rolle des Publication Bias keine gesicherte Aussage über die Wirksamkeit von Homöopathie erlaubte. Die Analyse gilt heute als veraltet.
Eine Metaanalyse von Klaus Linde und Kollegen aus dem Jahr 1997 kam zunächst zu dem Schluss, dass die Gesamtheit der Ergebnisse der Studien nicht vollständig durch den Placeboeffekt erklärbar seien und dass einige der untersuchten Homöopathika folglich wirksam sein müssten. Bei weiteren Untersuchungen fanden die Autoren allerdings, dass Studien geringerer Qualität bessere Ergebnisse für die homöopathische Behandlung zeigten als hochwertige Studien mit strengen Kriterien. Linde räumte daher ein, dass seine damalige Schlussfolgerung nicht haltbar sei und seine Metaanalyse die Effekte zumindest deutlich überschätzt haben dürfte.

## Geschichte der Homöopathie

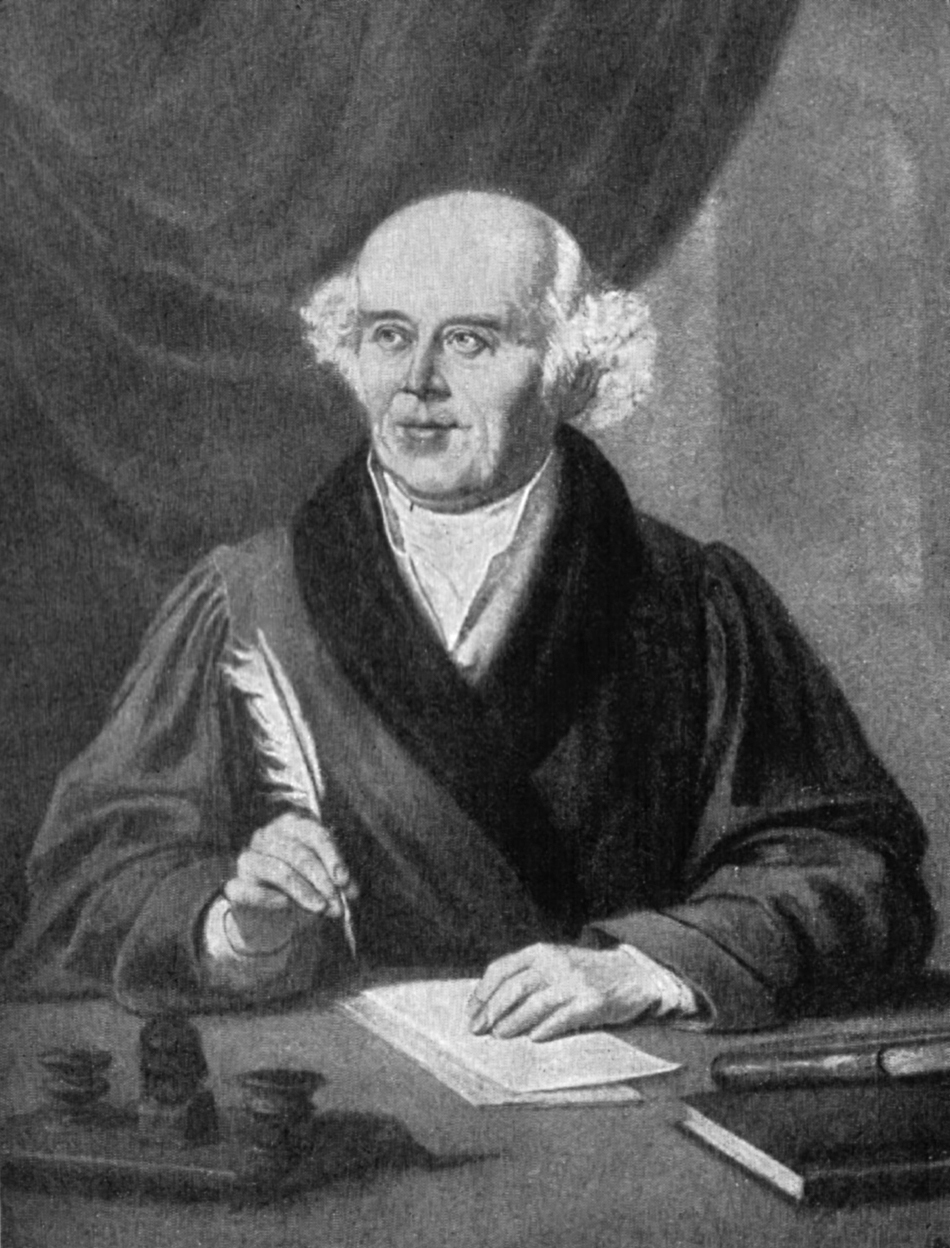
Samuel Hahnemann

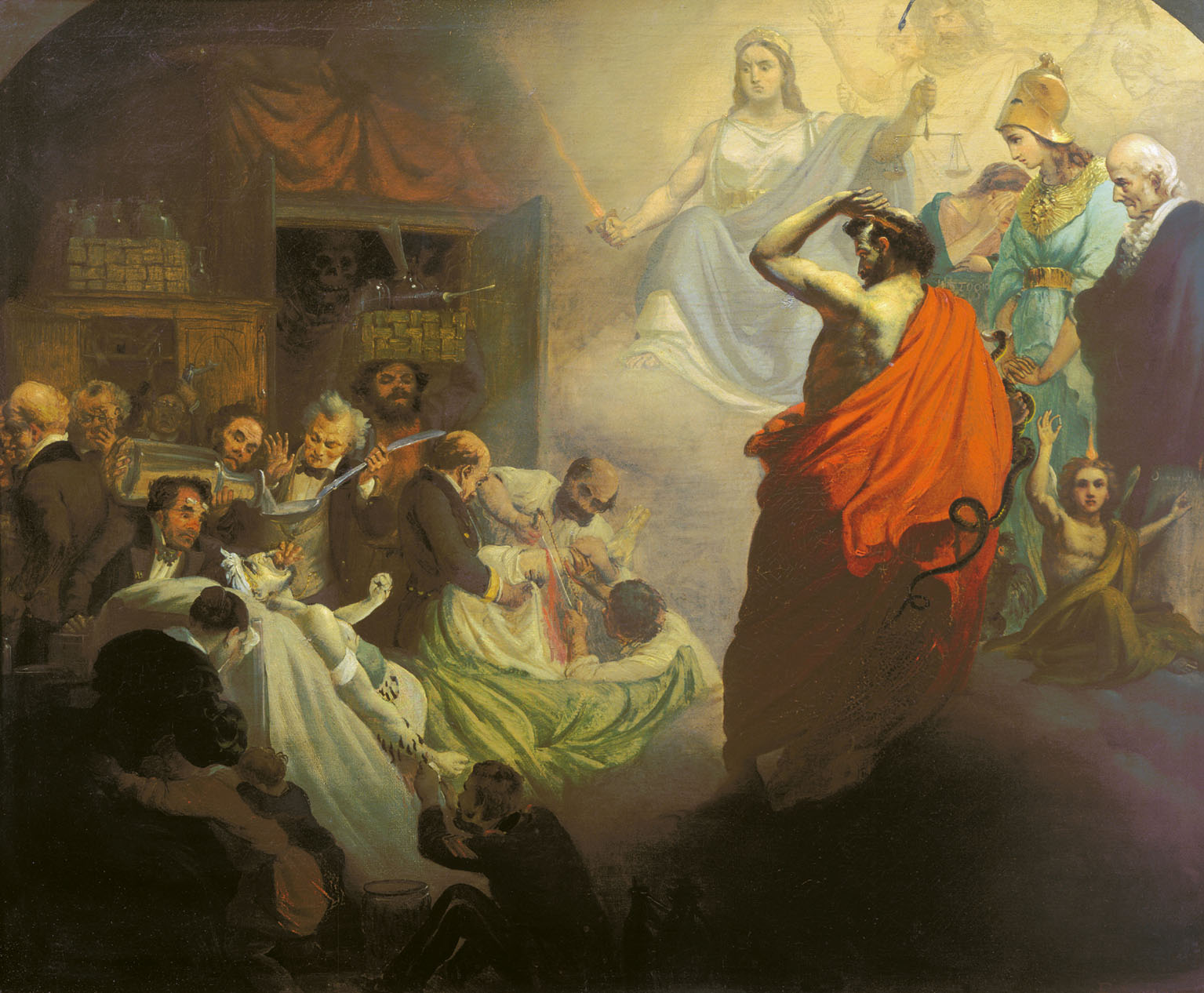
Behandlung mit Drastika aus homöopathischer Sicht. Gemälde von Alexander Beydeman (1826–1869) aus dem Jahr 1857

Die Homöopathie wurde 1797 vom deutschen Arzt Samuel Hahnemann begründet. Ausgangspunkt war die Kritik an der gefährlichen therapeutischen Praxis der vorherrschenden Medizin. Hahnemann warf ihr lebensbedrohliche Arzneimittelverordnungen, exzessiven Aderlass und unnatürliche Eingriffe in den Prozess von Krankheit und Gesundheit vor. Im Vorwort zu seinem Hauptwerk Organon der Heilkunst kritisierte er: 

„Es scheint das unselige Hauptgeschäft der alten Medicin zu sein, die Mehrzahl der Krankheiten, die langwierigen, durch fortwährendes Schwächen und Quälen des ohnehin schon an seiner Krankheitsplage leidenden, schwachen Kranken und durch Hinzufügung neuer, zerstörender Arzneikrankheiten, wo nicht tödtlich, doch wenigstens unheilbar zu machen, – und, wenn man dies verderbliche Verfahren einmal am Griffe hat, und gegen die Mahnungen des Gewissens gehörig unempfindlich geworden, ist dieß ein sehr leichtes Geschäft!“

Gegen die aus dem Mittelalter stammende Medizin, die bis ins 18. Jahrhundert angewendet wurde, setzte Hahnemann die Idee und Praxis der Homöopathie mit dem Ziel, zu einer individualisierten und milden Behandlung zu gelangen. Er wollte damit zeigen, dass Krankheiten auch ohne Blutverlust und Abführmittel in Heilung enden können. Seine Anregung zu experimentellen Untersuchungen über die Arzneiwirkung im gesunden Menschen war neu. Die Ideen und Experimente der Homöopathie blieben, weil ihre Beweisverfahren zu weit von gewissenhafter Kritik, von naturwissenschaftlicher Logik und gründlicher Forschung entfernt waren, für die sich entwickelnde wissenschaftliche Medizin des 19. Jahrhunderts von geringer Bedeutung. Trotz zahlreicher Anläufe wurde die Homöopathie im 19. und 20. Jahrhundert, etwa der Einrichtung einer homöopathischen Universitäts-Poliklinik (geleitet von Ernst Bastanier) in Berlin, an keiner deutschsprachigen Universität dauerhaft institutionalisiert. Die Einrichtung von Lehrstühlen scheiterte am Widerstand der medizinischen Fakultäten.
Den Begriff „homöopathisch“ hat Hahnemann 1807 erstmals nachweislich verwendet, den Begriff „Homöopathie“ 1810 in seinem Organon (S. XLVI).
Erste Hinweise auf die Arzneimittelprüfung am Gesunden finden sich 1790 in der als Fußnote eingeschobenen Schilderung des „Chinarindenversuchs“ in Hahnemanns Übersetzung von William Cullens Arzneimittellehre.

### HahnemannsHeilkunde der Erfahrung(1805)
Im Jahr 1805 formulierte Hahnemann seine Sichtweise in der Arbeit Heilkunde der Erfahrung. Er trat in dieser Schrift als eine Art Reformator auf, der die seit der Antike gewonnenen medizinischen Kenntnisse verwarf: „Zwei tausend Jahre wurden von den Aerzten verschwendet, um die unsichtbaren innern Veränderungen des Körpers bei den vorkommenden Krankheiten, ihre nächste Ursache und das apriorische Wesen derselben zu ergrübeln, weil sie wähnten, nicht eher heilen zu können, bis sie diese unmögliche Kenntniss ergrübelt hatten.“
Gegen eine Ergründung der Ursachen von Krankheiten setzte er seine Erfahrungsheilkunde: „Wenn wir aber auch die den Krankheiten zum Grunde liegenden, innern Körperveränderungen nie einsehen können, so hat doch die Uebersicht ihrer äussern Veranlassungen einigen Nutzen. Keine Veränderung entsteht ohne Ursache. Die Krankheiten werden ihre Entstehungsursachen haben, so verborgen sie uns auch in den meisten Fällen bleiben.“
Der Arzt habe die Rolle, eine Krankheit über ihre Symptome zu beschreiben: „Mit diesem sorgfältigen Eifer wird der Arzt das reine Bild der Krankheit aufgezeichnet, er wird die Krankheit selbst vor sich haben in Zeichen, ohne welche sich keine verborgene Eigenschaft der Dinge, und eben, so wenig eine Krankheit dem blos nach Wahrnehmungen seiner Sinne erkennenden, irdischen Menschen ausspricht.“ Die nachfolgende Aufgabe sei: „Ist die Krankheit gefunden, so müssen wir das Heilmittel suchen.“ 1805 erklärte Hahnemann: „Blos jene Eigenschaft der Arzeneien, eine Reihe spezifischer Krankheitssymptomen im gesunden Körper zu erzeugen, ist es, wodurch sie Krankheiten heilen, das ist, den Krankheitsreiz durch einen angemessenen Gegenreiz aufheben und verlöschen können.“
Gegen diese Reize verwendete er Arzneimittel: „So gewiss jede Pflanzenart in ihrer äussern Gestalt, in der eigenen Art ihres Lebens, in ihrem Geschmacke, Geruche u.s.w. von einer andern Pflanzenart und Gattung – so gewiss jedes Mineral, jedes Salz in seinen äussern sowohl, als innern physischen Eigenschaften verschieden ist, so gewiss sind sie sämmtlich unter sich selbst, in ihren Arzneikräften, das ist, in ihrer krankmachenden Kraft verschieden; jede dieser Substanzen wirkt auf eine eigene, bestimmte Weise eine Abänderung unsers Gesundheitszustandes. Die meisten Substanzen des Thier- und Pflanzenreiches sind in ihrem rohen Zustande arzneilich, die aus dem Mineralreiche aber sowohl im rohen als im zubereiteten Zustande. Am reinsten zeigen die Arzeneimittel die Natur ihrer krankhaften Potenz und ihre absolute, wahre Wirkung im gesunden menschlichen Körper, wenn man jedes allein und unvermischt nehmen lässt.“

### Der Chinarindenversuch – Die Geburtsstunde der Homöopathie?
Homöopathen sehen den Selbstversuch Hahnemanns mit Chinarinde als Geburtsstunde der Homöopathie an, da er das Ähnlichkeitsprinzip (Simile-Prinzip) belege.

„Ich nahm des Versuchs halber etliche Tage zweimahl täglich jedesmahl vier Quentchen gute China ein; die Füse, die Fingerspitzen, u.s.w. wurden mir erst kalt, ich ward matt und schläfrig, dann fing mir das Herz an zu klopfen, mein Puls ward hart und geschwind, eine unleidliche Aengstlichkeit, ein Zittern (aber ohne Schauder), eine Abgeschlagenheit durch alle Glieder; Dann ein Klopfen im Kopfe, Röthe der Wangen, Durst, kurz alle mir sonst beim Wechselfieber gewöhnlichen Symptome erschienen nacheinander; doch ohne die eigentlichen Fieberschauder.“

Hahnemann erwähnte den Versuch außerhalb dieser Beschreibung nur weitere drei Mal, in einem kürzeren Fachartikel, der Beantwortung eines Briefes und seiner Reinen Arzneimittellehre. (Band 3. 1817/1830).
Historisch gesehen spielte der Chinarindenversuch Hahnemanns innerhalb der Homöopathie auch in Bezug auf seine Gültigkeit und Nachvollziehbarkeit nur eine untergeordnete Rolle. Fundstellen in einschlägigen Zeitschriften und Lexika sind dazu selten. Teile der Versuchsbeschreibung Hahnemanns finden sich jedoch auf zahllosen entsprechenden Webseiten.
Hahnemanns Versuch konnte weder von Homöopathen noch von wissenschaftlichen Medizinern erfolgreich reproduziert werden. Zwei Beispiele: Der Arzt Johann Christian Jörg ließ 1821 vier Medizinstudenten eine nach der Beschreibung Hahnemanns gewonnene Tinktur aus Chinarinde trinken. Bei keinem der Probanden traten die von Hahnemann beobachteten Symptome auf. Die beiden Ärzte Hans-Joachim Krämer und Ernst Habermann führten 1997 einen Selbstversuch nach Hahnemanns Angaben durch, der ebenso keine der Angaben Hahnemanns bestätigte, aber zu Verdauungsproblemen führte.
Der medizingeschichtlich arbeitende Homöopath Georg Bayr wertet den Versuch aus heutiger Sicht: „Der Chinarindenversuch basiert auf Intuition. Er war zufällig. Es war ein zeitbedingter Irrtum. Der Irrtum war fruchtbar, da die Homöopathie daraus entstand.“
Der Wirkmechanismus der Chinarinde bzw. des darin enthaltenen Chinins, das 1820 durch Extraktion mit Alkohol aus der Chinarinde isoliert wurde, auf die Krankheit Malaria ist heute bekannt. Chinin wirkt bei ungeschlechtlichen Formen des Malariaerregers als Hemmer der Nucleinsäuresynthese und hindert so den Erreger an seiner Vermehrung. Chinin wirkt außerdem schmerzstillend, fiebersenkend und örtlich betäubend. Möglicherweise handelte es sich bei Hahnemanns Selbstbeobachtungen um eine allergische Reaktion aufgrund einer Sensibilisierung für Chinin, da er das Mittel bereits früher eingenommen hatte. Andererseits ist Chinin als Diastereomer des Chinidin bekannt, das die Herzfrequenz erhöht. Dieser Effekt der Herzfrequenzerhöhung wurde zu dieser Zeit als Fieber gewertet, da Thermometer für die Fiebermessung nicht üblich waren. Dies könnte ebenfalls Hahnemanns Beobachtung erklären.
Hahnemann verzichtete zunächst auf Versuche einer theoretischen Begründung. In seinem Spätwerk bezog er sich – offensichtlich bemüht um eine nach damaligen Maßstäben wissenschaftliche Begründung – auf vitalistische Vorstellungen („Umstimmung der Lebenskraft“).

### Hahnemanns Lehre von den chronischen Krankheiten
Nach jahrelangen praktischen Erfahrungen mit der Homöopathie stellte Hahnemann fest, dass bestimmte chronische Krankheitsverläufe homöopathisch nicht zu heilen waren. Ab 1816 entwickelte er deshalb eine Methode zur Behandlung chronischer Krankheiten. 1828 veröffentlichte er die Ergebnisse seiner Forschung in einem fünfbändigen Werk mit dem Titel Die chronischen Krankheiten. Nach seiner Theorie liege den chronischen Krankheiten ein Miasma, eine Art tief liegendes „Ur-Übel“, zugrunde. Hahnemann unterteilte die Miasmen in Psora (als Folge der Krätze), Sykosis (Feigwarzenkrankheit als Folge der Gonorrhoe) und Syphilis. Hahnemanns Arbeit nach der Erkenntnis der Miasmen war der Versuch, die Psora „auszumerzen“, wie er schrieb. Von Gegnern wurde kritisiert, dass er zwölf Jahre weiter die homöopathische Behandlung propagierte, obwohl „die homöopathische Behandlung von sieben Achteln der chronischen Krankheiten eine ganz nutzlose gewesen sei.“
Sein Verständnis der chronischen Krankheiten bewegte sich zwar im Rahmen der damaligen medizinischen Erkenntnisse, die Miasma-Lehre gilt heute jedoch als überholt. Mit der Entdeckung des Cholera-Erregers 1884 durch Robert Koch wurde das Ende der Miasma-Lehre in der Hochschulmedizin eingeläutet. Syphilis und Cholera werden erfolgreich mit Antibiotika behandelt. Feigwarzen sind Folge einer Infektion mit Humanen Papillomviren.
In der klassischen Homöopathie jedoch werden die praktischen Konsequenzen der Miasma-Lehre bis heute berücksichtigt.

### Weltweite Verbreitung

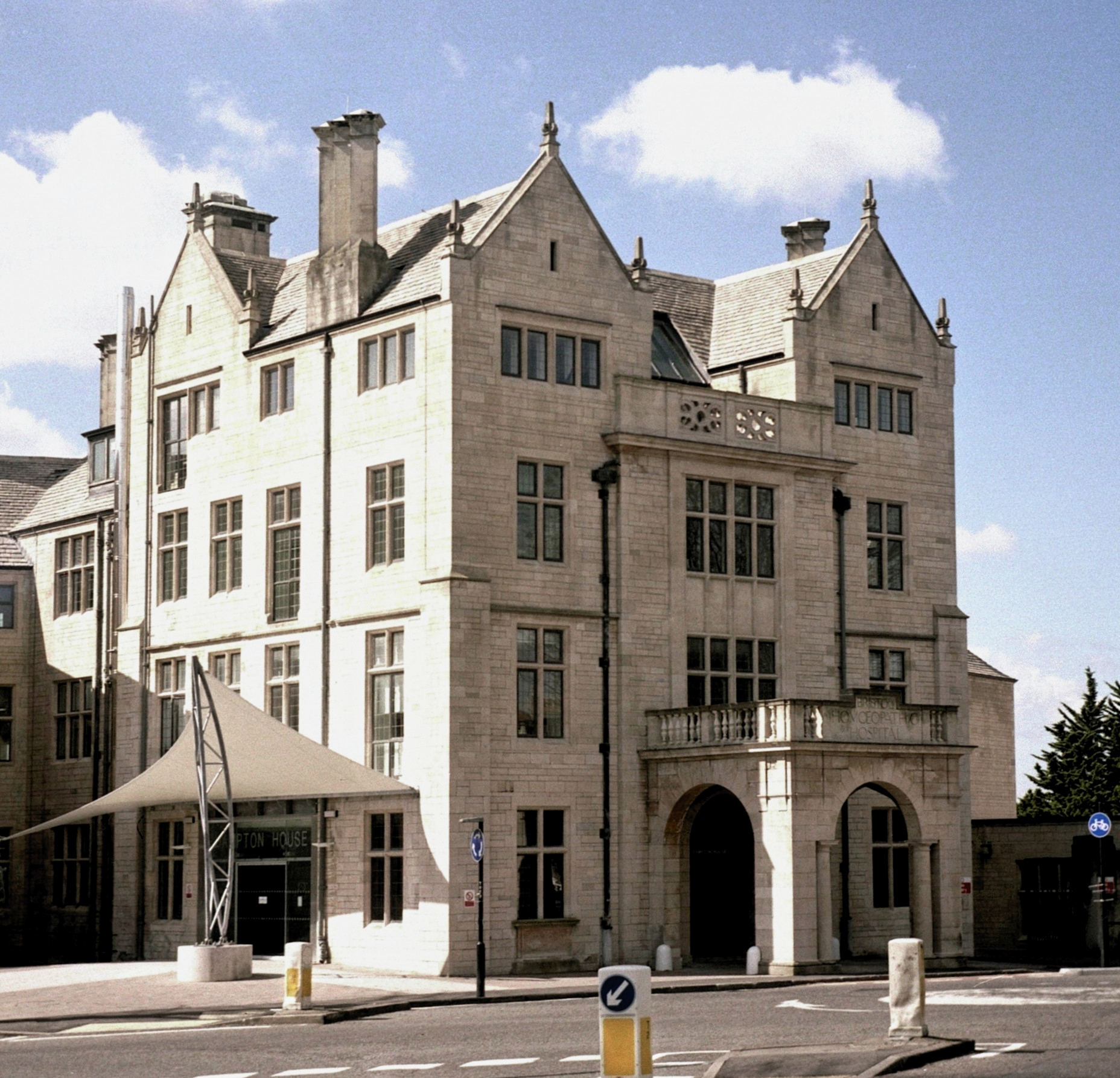
Hampton House in Bristol – das frühere Bristol Homeopathic Hospital

Schon zu Hahnemanns Lebzeiten und später verbreitete sich die Homöopathie international.
Die Ausbreitung in Frankreich wurde durch Hahnemanns Wirken dort befördert. Mélanie d’Hervilly heiratete ihn 1835 und zog mit ihm nach Paris, wo er die dank der Beziehungen seiner Frau florierende Praxis bis zu seinem Tod 1843 betrieb. Seine Frau betrieb die Praxis anschließend ohne Lizenz weiter, bis sie gegen 1870 das Haus verkaufen musste. Gegen Ende ihres Lebens erhielt sie schließlich die ärztliche Zulassung und war damit die erste homöopathische Ärztin.
In Großbritannien praktizierten homöopathische Ärzte schon seit den 1830er Jahren. Die englische Königsfamilie ließ sich seit dem 19. Jahrhundert homöopathisch behandeln und trat öffentlich für diese Therapieform ein.
Während sich die Homöopathie auch in weiteren europäischen Ländern, wie Belgien und den Niederlanden, Österreich und der Schweiz, Spanien, Italien und Griechenland verbreitete, ist sie in Skandinavien vergleichsweise schwach vertreten.
In den 1820er und 1830er Jahren wurden homöopathische Praktiken sowohl innerhalb als auch außerhalb der akademischen Medizin in den Vereinigten Staaten eingeführt. Auch in Ländern Südamerikas, wie Brasilien, Kolumbien, Chile und Argentinien, etablierte sich die Homöopathie. Der Argentinier Tomás Pablo Paschero bezog dabei Methoden der Tiefenpsychologie in die Behandlung ein.

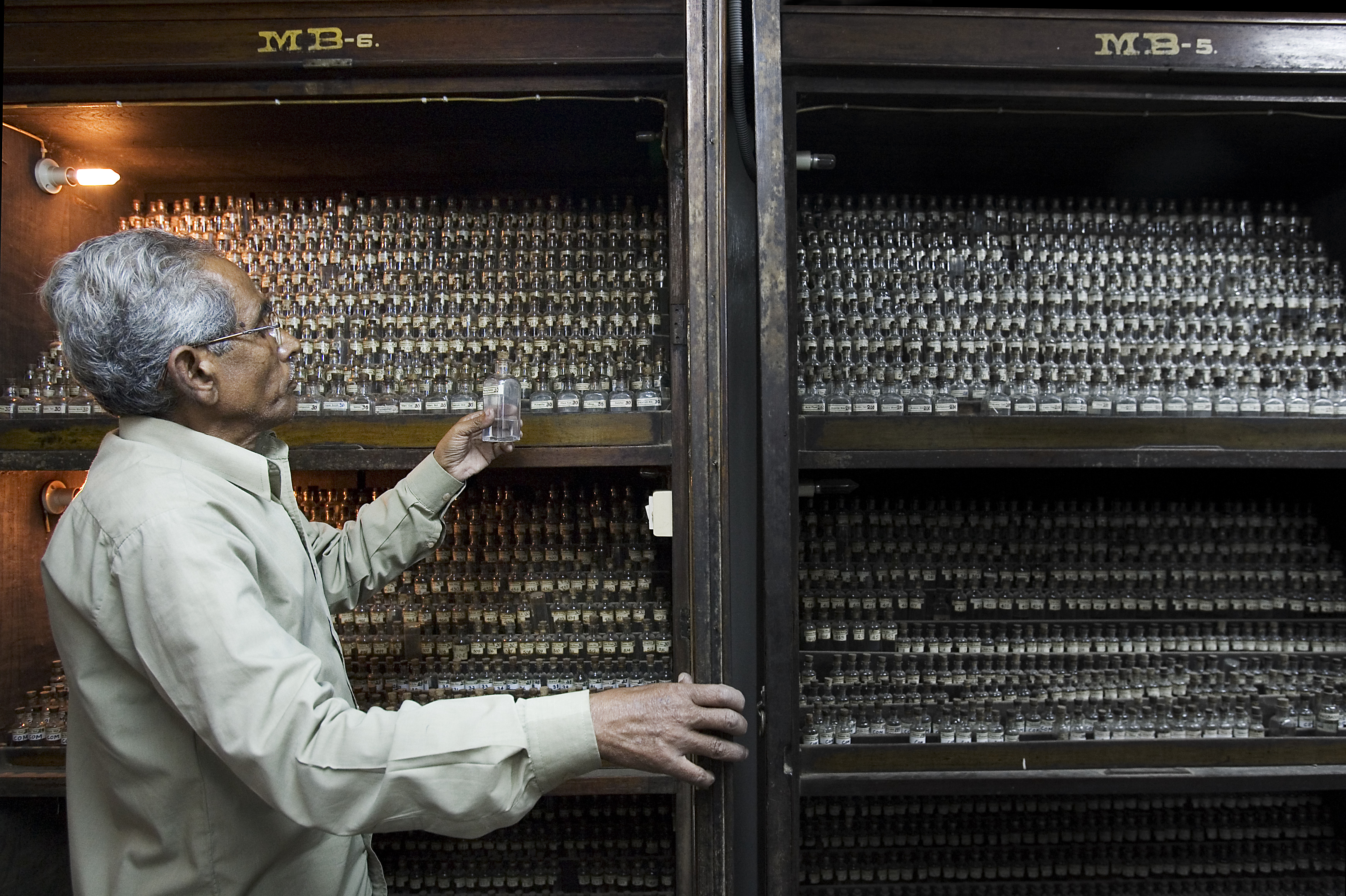
Homöopathische Apotheke in Indien, 2005

Um 1830 wurde die Homöopathie unter anderem durch den siebenbürgischen Arzt Johann Martin Honigberger nach Indien gebracht, wo sie breit akzeptiert wurde. Allerdings haben auch politische Gründe eine Rolle dabei gespielt: die Homöopathie kam aus dem Deutschen Reich, das politisch der Gegner der britischen Kolonialherren war. Heute ist die Homöopathie im öffentlichen Gesundheitswesen Indiens fest verankert und anerkannt. In den 1980er Jahren waren 17,6 % des lizenzierten medizinischen Personals Homöopathen. 7 % aller Ambulanzen wurden von Homöopathen geleitet. Es existieren 200 Colleges und ein eigener Forschungsrat.

### Laienhomöopathie

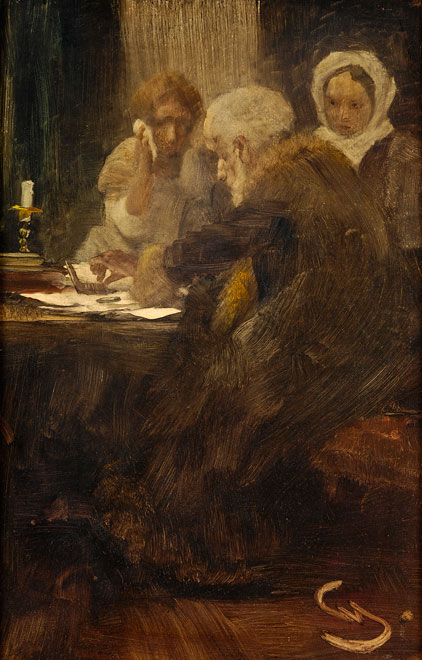
Beim Homöopathen. Gemälde von Wilhelm Schreuer (1866–1933)

Die medizinische Versorgung erfolgte im 18. Jahrhundert durch Ärzte, überwiegend aber durch Bader und Wundärzte. Zusätzlich trugen viele Laien mit Kenntnissen über die Heilkraft von Pflanzen, Mineralien und anderen Wirkstoffen zu Heilbehandlungen bei. Die Ausbreitung der Homöopathie förderten nicht nur Ärzte, sondern auch Patienten und Laienbehandler. Im 19. Jahrhundert gewann die Homöopathie besonders in Kreisen des Adels und bei gebildeten Bürgern Anhänger und Multiplikatoren. Die Homöopathie stand von Anfang an der Religion nahe. Viele der ersten Homöopathen waren Pfarrerssöhne oder Theologiestudenten. In Frankreich trat der Klerus offen für Hahnemanns Lehre ein. Viele auf dem Land lebende Pfarrer praktizierten Homöopathie, besonders in Österreich. Aber auch Gutsbesitzer, Kaufleute und andere waren an der Verbreitung der Homöopathie beteiligt. Gefördert wurde diese Entwicklung durch die homöopathische Hausarztliteratur, wie Carl Gottlob Casparis Homöopathischer Haus- und Reisearzt und Constantin Herings Homöopathischer Hausarzt, die seit Ende der 1820er Jahre erschien. In ihr wurde die Behandlung häufiger Krankheiten mit einfachen Mitteln geschildert. In diese Zeit fallen die ersten homöopathischen Vereinsgründungen. Ab 1830 gab es auch Zeitschriften, die sich vor allem an Laien richteten. So gab beispielsweise der Paderborner Arzt Peter Meinolf Bolle zwischen 1855 und 1871 die Populäre Homöopathische Zeitung heraus. Die bedeutendste homöopathische Laienzeitschrift war die Leipziger populäre Zeitschrift für Homöopathie, welche ab 1870 erschien.
Laienvereine
Die deutschen homöopathischen Laienvereine sind ein weltweit einmaliges Phänomen. Zwischen 1870 und 1933 wurden 444 solcher Vereine gegründet, vor allem in Württemberg, Sachsen, Preußen und Baden. 1914 waren zwei Prozent der württembergischen Bevölkerung Mitglied in einem homöopathischen Verein. Die Vereine boten neben Geselligkeit und Freizeitgestaltung vor allem Zugang zu homöopathischem Wissen und Behandlung in Form von Selbsthilfe. Sie schafften homöopathische Hausarztliteratur an und machten diese ihren Mitgliedern zugänglich. Herzstücke der Vereine waren die homöopathischen Vereinsapotheken mit teilweise großen Vorräten homöopathischer Arzneien, fast immer in tiefen D-Potenzen. Vereinsmitglieder durften sich kostenlos, abgesehen vom Mitgliedsbeitrag, die gewünschten Mittel herausgeben lassen. Diese Praxis war jedoch von Beginn an juristisch umstritten und wurde schließlich untersagt. Da die Vereine zu den wichtigsten Abnehmern ihrer Produkte gehörten, unterstützten die Arzneimittelhersteller deren Bildungsarbeit. Die Vereine setzten sich zudem für die Einrichtung homöopathischer Lehrstühle an den Universitäten und die Gründung homöopathischer Krankenhäuser ein.
In der „Krise der Medizin“ in den 1920er Jahren fanden Naturheilkunde, Lebensreformbewegung und alternative Heilverfahren verstärkt Zulauf. Die naturheilkundlichen und homöopathischen Laienverbände gewannen viele Anhänger unter Arbeitern und Kleinbürgern. Der Dachverband Reichsbund für Homöopathie und Gesundheitspflege umfasste im Jahr 1930 348 Vereine mit 38.200 Mitgliedern. Der Nationalsozialismus griff mit der „Neuen Deutschen Heilkunde“ diese sich zu einer Massenbewegung entwickelnde Tendenz auf und vereinnahmte sie für seine Ziele. Die homöopathischen Laienvereine wurden davon zunächst mit erfasst. Im Laufe der Zeit nahm ihre Aktivität aber deutlich ab. Als die Zeit des Nationalsozialismus endete, war das homöopathische Laienwesen weitgehend zerstört. Die ersten Neu- und Wiedergründungen erfolgten in den 1950er Jahren. Die bereits am 24. Februar 1868 in Stuttgart gegründete Hahnemannia ist heute der Dachverband der homöopathischen Laienvereine.

### Homöopathie im Nationalsozialismus
In der Neuen Deutschen Heilkunde sollten die seit Mitte des 19. Jahrhunderts zunehmend naturwissenschaftlich fundierte „Schulmedizin“ und die „biologischen Heilverfahren“ zusammengefasst werden. Die homöopathischen Laienvereine bekannten sich häufig begeistert zur nationalsozialistischen Bewegung. In der Laienzeitschrift „Homöopathische Monatsblätter“ erschienen Aufsätze zur „Rassenhygiene“ und zu Nationalistisch-Völkischem, sogar zum Wert der Homöopathie für die Behandlung von Erbkrankheiten. Der Deutsche Zentralverein homöopathischer Ärzte vollzog 1933 die Gleichschaltung und wurde 1935 Mitglied der „Reichsarbeitsgemeinschaft für eine Neue Deutsche Heilkunde“.
Erstmals in ihrer Geschichte genoss die Homöopathie staatliche Unterstützung. Bei allen vordergründigen Erfolgen und aller Hoffnung von Homöopathen auf Anerkennung gab es jedoch frühzeitig kritische Stimmen, die vor einer Vereinnahmung durch den Nationalsozialismus warnten. Es wurde durch die Zusammenschließung mit anderen Methoden eine Verwässerung der Lehre und ein Verlust der Eigenständigkeit befürchtet. Auf staatlicher Seite erlahmte andererseits das Interesse an der Homöopathie aus unterschiedlichen Gründen, – der wichtigste dürfte eine Untersuchung der Homöopathie im Auftrag des Reichsgesundheitsamts zwischen 1936 und 1939 gewesen sein. Es wurden klinische Versuche, Arzneimittelprüfungen und Quellenstudien zu einzelnen homöopathischen Arzneien durchgeführt. Die klinischen Versuche hatten keinerlei Erfolg gezeigt. Die Nachprüfungen homöopathischer Mittel konnten die Ergebnisse vorheriger Prüfungen nicht reproduzieren.
Über das Schicksal jüdischer Homöopathen ist bisher nur wenig bekannt. In der homöopathischen Presse wurden teilweise eindeutig antisemitische Äußerungen verbreitet. Die 1933 beginnende „Ausschaltung“ jüdischer, sozialdemokratischer und marxistischer Ärzte vollzog sich auch in der Homöopathie. Prominentestes Opfer der Ausschaltung innerhalb der Homöopathie war der jüdische Arzt Otto Leeser (1888–1964). Er galt als Vertreter der naturwissenschaftlich-kritischen Richtung der Homöopathie in Deutschland.

### Nach dem Zweiten Weltkrieg

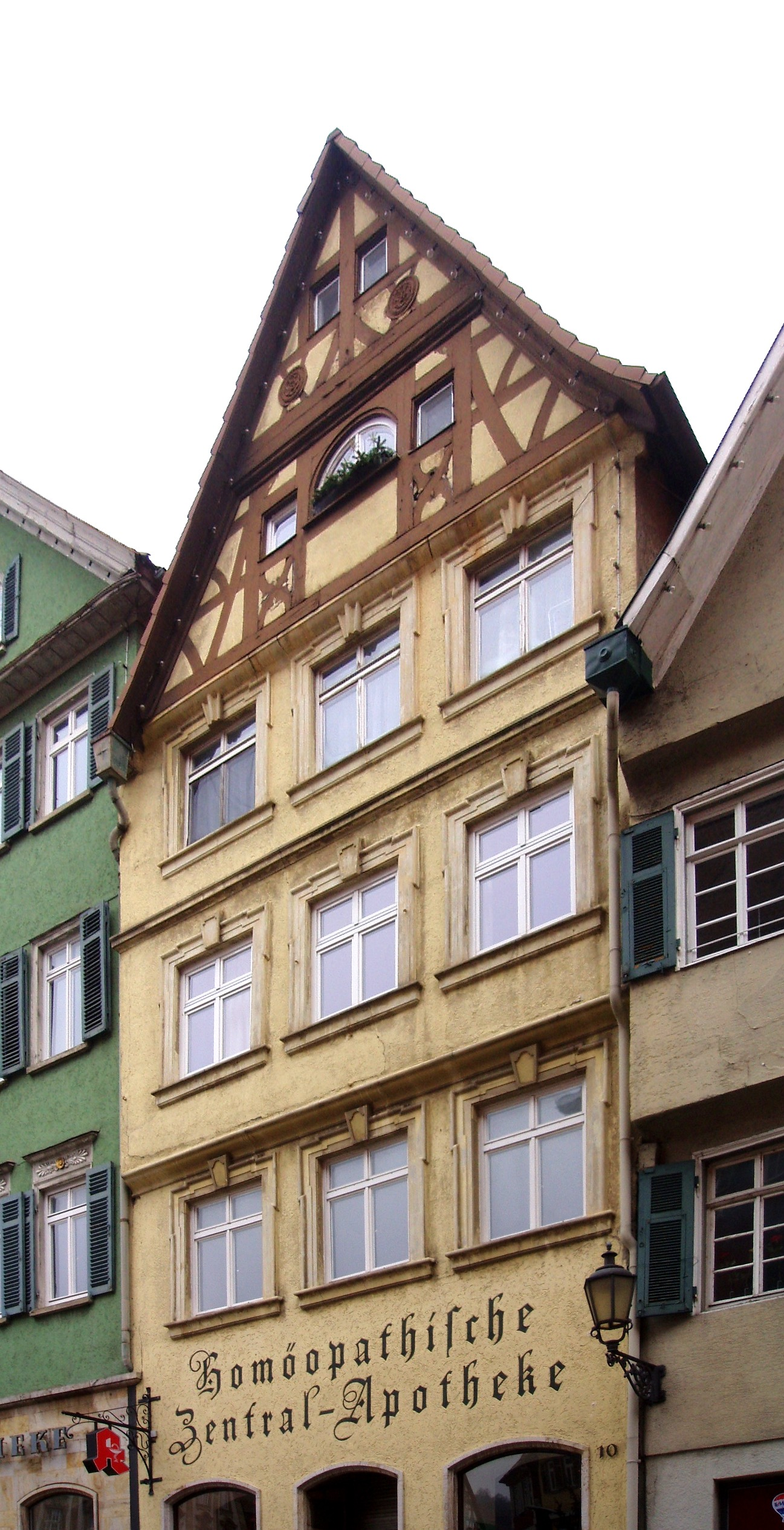
Homöopathische Zentralapotheke in Esslingen am Neckar

Nach dem Zweiten Weltkrieg wurden einige Laienvereine wiedergegründet, erreichten aber nicht annähernd die frühere Bedeutung. Die Teilung Deutschlands brachte eine unterschiedliche Entwicklung der Homöopathie mit sich.

#### Bundesrepublik Deutschland bis 1989
Die Homöopathische Centralofficin Dr. Willmar Schwabe, einer der bedeutendsten Hersteller homöopathischer Arzneimittel, verlegte 1946 ihren Firmensitz von Leipzig nach Karlsruhe. Der Betrieb in Leipzig wurde in der DDR jedoch weitergeführt. In Karlsruhe wurde 1961 die Homöopathika-Produktion abgespalten und fortan als Deutsche Homöopathie-Union weitergeführt. Die Firma Biologische Heilmittel Heel, 1936 in Berlin gegründet, baute nach dem Krieg ihr Werk in Baden-Baden wieder auf und ist heute international an zehn Standorten tätig.
In der Bundesrepublik erlebte die Homöopathie seit Mitte der 1970er Jahre mit der Zunahme der Beliebtheit alternativer Heilmethoden bei Laien wieder einen Aufschwung. Zu dieser Zeit waren etwa 200 Homöopathen in der Bundesrepublik tätig. 1978 erkannte der deutsche Gesetzgeber im Arzneimittelgesetz die Homöopathie, neben der Anthroposophisch erweiterten Medizin und der Phytotherapie, als „Besondere Therapierichtung“ an. Die Mittel der besonderen Therapierichtungen können zugelassen und dürfen verordnet werden, auch ohne dass für sie ein Wirksamkeitsnachweis erbracht wurde.

#### Deutsche Demokratische Republik
In der DDR war die Homöopathie in den Anfangsjahren verbreitet, wurde aber zunehmend verdrängt. Unterstützt wurde dies dadurch, dass ab 1949 keine neuen Heilpraktiker zugelassen wurden. Homöopathische Arzneimittel wurden ab 1952 in Leipzig vom VEB Homöopharm Dr. Willmar Schwabe und dessen Nachfolgeunternehmen sowie in den Bombastus-Werken in Freital hergestellt. 1959 wurde eine Kampagne gegen die Homöopathie geführt. Es wurde eine Wanderausstellung mit dem Titel „Aberglauben und Gesundheit – Ausstellung gegen Aberglauben und Kurpfuscherei“ gestartet. 1961 folgte eine öffentliche Ächtung der Homöopathie. Es wurde zwar kein Behandlungsverbot erlassen, es gab jedoch ein Fortbildungsverbot. Von Laien und den wenigen Heilpraktikern sowie wenigen Ärzten wurde Homöopathie jedoch weiter eingesetzt.

#### Bundesrepublik Deutschland ab 1990
Im Jahr 2015 wurden in Deutschland Homöopathika für 595 Mio. Euro umgesetzt, das war ein Wachstum von 12,8 Prozent gegenüber dem Vorjahr. 2016 stieg der Umsatz um 4,5 Prozent (ca. 622 Mio. Euro), die Zahl der abgegebenen Packungen stieg hingegen nur um 0,3 Prozent. 2019 wurde ein Umsatz von 664 Mio. Euro erwirtschaftet, 2022 sank dieser auf 530 Millionen Euro.
Nach der deutschen Wiedervereinigung wurde mit Unterstützung der Karl und Veronica Carstens-Stiftung bereits am 28. April 1990 eine erste Weiterbildungsveranstaltung zur Homöopathie für Ärzte in Wittenberg durchgeführt.
In Zusammenarbeit mit der Fakultät für Geistes-, Sozial- und Erziehungswissenschaften der Otto-von-Guericke-Universität Magdeburg hat der Deutsche Zentralverein homöopathischer Ärzte ein Konzept für einen berufsbegleitenden zweijährigen Masterstudiengang „Wissensentwicklung und Qualitätsförderung in der homöopathischen Medizin – Integrated Practice in Homoeopathy“ für Ärztinnen, Ärzte und andere approbierte Heilberufe erarbeitet, der mit dem Erwerb eines Master of Arts abgeschlossen werden soll. Es fand sich jedoch bislang keine Hochschule, die diesen Studiengang umsetzen wird. An einigen Universitäten wird Homöopathie, teilweise mit Unterstützung der Karl und Veronica Carstens-Stiftung, als Wahlkurs angeboten. Die Stiftung unterstützt zahlreiche studentische Arbeitskreise Homöopathie finanziell.
Die Arzneimittelkommission der deutschen Ärzteschaft forderte 1997, die Homöopathie und andere alternativmedizinische Behandlungsmethoden ohne nachgewiesene Wirksamkeit nicht weiter durch die Solidargemeinschaft bezahlen zu lassen.

##### Lobbyarbeit
Die Homöopathie wird „unterstützt von massiver Lobbyarbeit nach dem Vorbild der übrigen Pharmaindustrie“. Einer der wichtigsten Akteure ist dabei die Karl und Veronica Carstens-Stiftung.

##### Berufsverbände
Im Deutschen Bundestag sind mehrere Berufsverbände für Homöopathie und eine Vielzahl angeschlossener Verbände registriert. Ende 2021 waren dies der Verband klassischer Homöopathen Deutschlands e. V. (VKHD), der Deutsche Zentralverein homöopathischer Ärzte e. V. (DZVhÄ), der Bundesverband Patienten für Homöopathie e. V., der Bund Klassischer Homöopathen Deutschlands e. V. (BKHD) und der Biochemische Bund Deutschlands e. V. (BBD).

##### Bibliothek

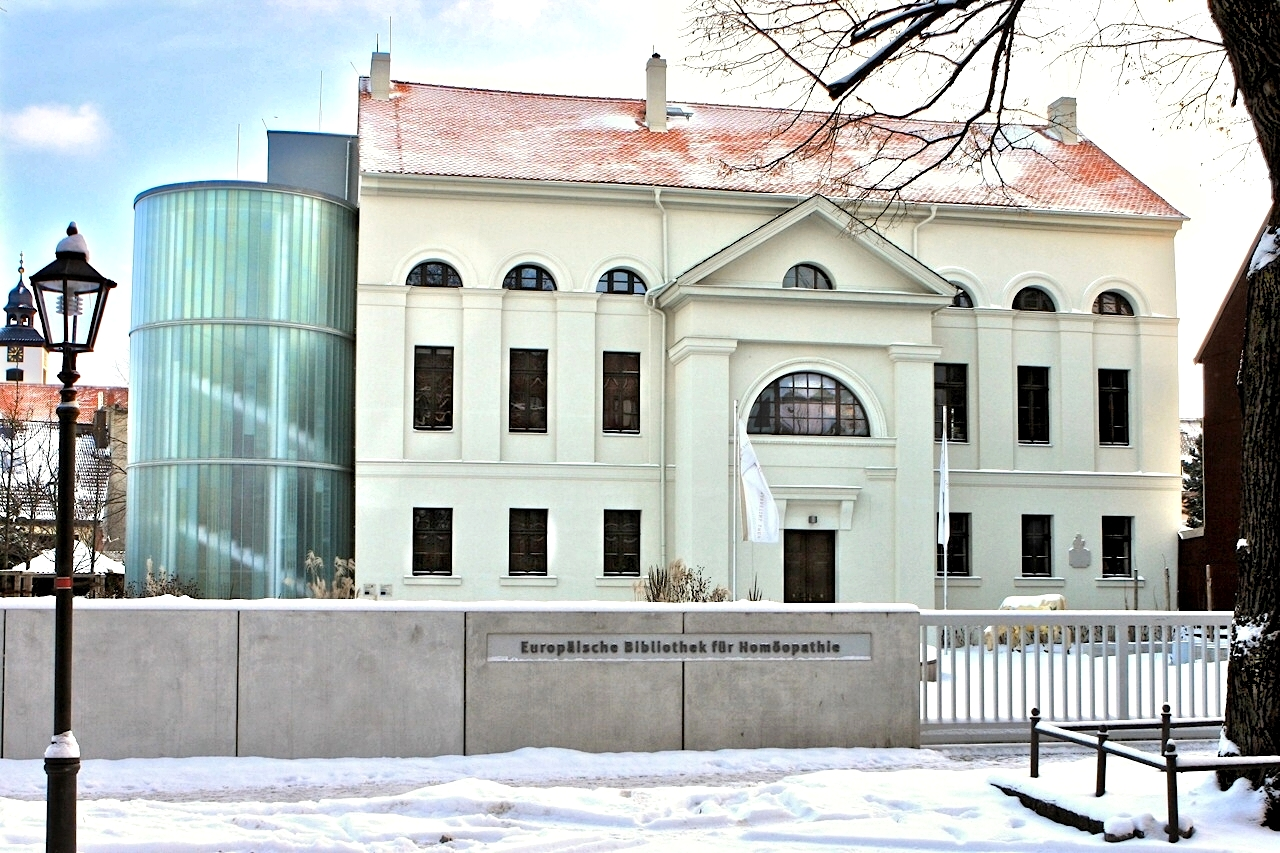
Gebäude der Europäischen Bibliothek für Homöopathie in Köthen

In Köthen wurde 2009 im restaurierten Gebäude des Spitals der Barmherzigen Brüder neben dem Hahnemannhaus die Europäische Bibliothek für Homöopathie eingerichtet. Betreiber ist der Deutsche Zentralverein homöopathischer Ärzte (DZvhÄ). Das Gebäude wurde dafür im Rahmen der Internationalen Bauausstellung Stadtumbau Sachsen-Anhalt 2010 für 2,6 Millionen Euro saniert, davon 751.064 Euro aus dem Programm Stadtumbau Ost, sowie 1,16 Millionen Euro aus dem Europäischen Fonds für regionale Entwicklung.

##### Zusatz-Weiterbildung
Im Jahr 2003 wurde auf dem Deutschen Ärztetag die Zusatz-Weiterbildung Homöopathie in der neuen (Muster-)Weiterbildungsordnung neu geordnet. Voraussetzung zum Erwerb der Zusatzweiterbildung Homöopathie ist die Facharztanerkennung. Die Weiterbildung gliedert sich in 6 Monate Weiterbildung bei einem Weiterbildungsbefugten, oder 100 Stunden Fallseminare einschließlich Supervision, und 160 Stunden Kurs-Weiterbildung. Die Zahl der Fachärzte mit dieser Zusatzweiterbildung stieg von 2397 der 1993 im Deutschen Zentralverein homöopathischer Ärzte (DZVhÄ) organisierten auf bundesweit ungefähr 6000 im Jahr 2006 und 6712 laut dem Informationssystem der Gesundheitsberichterstattung des Bundes im Jahr 2009.
Nach den seit 2019 öffentlich geführten Diskussionen zur Wirksamkeit haben bis März 2023 14 von 17 Ärztekammern (alle außer Rheinland-Pfalz, Sachsen und Westfalen-Lippe) entschieden, Homöopathie aus den jeweiligen Weiterbildungsordnungen zu streichen. Zudem wurde am 126. Deutschen Ärztetag vom 26. Mai 2022 beschlossen, die Zusatzbezeichnung aus der (Muster-)Weiterbildungsordnung (MWBO) zu streichen.

##### Arzneimittel
Homöopathische Arzneimittel sind in Deutschland meist apothekenpflichtig. Homöopathische Behandlungen und Arzneimittel sind nicht im Leistungskatalog der gesetzlichen Krankenversicherung enthalten. Die meisten Kassen bieten die Präparate aber als Satzungsleistung an und bezahlen unter bestimmten Bedingungen homöopathische Behandlungen bei Ärzten mit der Zusatzbezeichnung „Homöopathie“, beispielsweise im Rahmen von Verträgen zur Integrierten Versorgung. Eine Studie unter Mitgliedern der Techniker Krankenkasse kam zu dem Ergebnis, dass die Behandlungskosten von zusätzlich homöopathisch behandelten Patienten signifikant höher lagen als die der Kontrollgruppe.
Der Anteil homöopathischer Arzneimittel im deutschen Apothekenmarkt lag 2018 mit 666,1 Mio. Euro bei 1,2 % vom Gesamtumsatz (55,8 Mrd. Euro) an Arzneimitteln, bezogen auf rezeptfreie Arzneimittel bei einem Anteil von 9,5 %. Von den Homöopathika waren ein Anteil von 14,6 % (97,1 Mio. Euro) durch Therapeuten verordnet, der Großteil (569 Mio. Euro) erfolgte im Selbstkauf, der Versandhandel hat hierbei einen Anteil von rund 18 %.

##### Krankenversicherung
Private Krankenversicherungen übernehmen in Deutschland die Kosten für homöopathische Behandlungen bei allen Ärzten, private Zusatzversicherungen darüber hinaus bei Heilpraktikern (gegebenenfalls abzüglich einer vereinbarten Selbstbeteiligung). Meist werden die Kosten für homöopathische Arzneimittel übernommen. Bei 71 Krankenkassen wird die Homöopathie als Zusatzleistung oder Satzungsleistung teilweise oder ganz erstattet (Stand 11/2021).
Im Deutschland übernahmen 2019 viele gesetzliche Krankenkassen pro Jahr und Versichertem Homöopathika im Wert von 100 bis 400 Euro. 2021 gaben die deutschen Krankenkassen für homöopathische Arzneimittel insgesamt rund sieben Millionen Euro aus. Zu diesen Kosten kommen noch Honorarausgaben für homöopathisch behandelnde Ärzte. Am 11. Januar 2024 kündigte Gesundheitsminister Karl Lauterbach an, anthroposophische und homöopathische Therapien „in Kürze“ per Gesetz aus dem Angebot der gesetzlichen Krankenkassen zu nehmen, da sie wirkungslos seien. Im selben Jahr wurde das Vorhaben der Streichung der Homöopathie als Satzungsleistung der Krankenkassen dann wieder aus dem Referentenentwurf für das sogenannte Gesundheitsversorgungsstärkungsgesetz (GVSG) gestrichen.

##### Ärzte
Im Jahr 2014 gab es in Deutschland etwa 60.000 Ärzte, die homöopathische und anthroposophische Arzneimittel regelmäßig verordnen.
Der Sportmediziner Hans-Wilhelm Müller-Wohlfahrt, langjähriger Mannschaftsarzt des FC Bayern München und der deutschen Fußballnationalmannschaft, erklärte 2019 in einem Spiegel-Interview, dass er seit Beginn seiner sportärztlichen Tätigkeit ausschließlich mit homöopathischen und biologischen Medikamenten behandele. Diese platziere er mit verschiedenen Nadeln möglichst punktgenau an der jeweiligen Ursache der Beschwerden, damit sie dort ihre Wirkung entfalten könnten. Auf Nachfrage des Magazins erklärte Müller-Wohlfahrt, er wisse nicht, ob die deutschen Nationalspieler an Homöopathie glaubten, aber es sei unter den Spielern bekannt, wie und mit welchen Medikamenten er arbeite.

##### Soziologie der Homöopathie-Anwender in Deutschland
Die Allgemeine Bevölkerungsumfrage der Sozialwissenschaften (ALLBUS) ermittelte im Jahr 2012, dass 31 Prozent der in Deutschland befragten Männer und 49 Prozent der befragten Frauen angaben, homöopathische oder ähnliche Arzneimittel angewendet zu haben. Westdeutsche griffen mit 44 Prozent zu solchen Präparaten, Ostdeutsche mit 32 Prozent. Die Hinwendung zur Homöopathie und anderen alternativen Therapieformen korrelierte in der Befragung stark mit dem Bildungsabschluss: Bei Personen ohne Schulabschluss lag der Anteil der Anwender homöopathischer und ähnlicher Arzneimittel bei 12 Prozent. Er stieg auf 56 Prozent bei Personen mit Hochschulreife. Auch die Weltanschauung wirkt sich auf die Erfahrung mit Homöopathie oder Ähnlichem aus: Die wenigste Erfahrung mit homöopathischen und ähnlichen Therapien hatten mit 36 Prozent konfessionsfreie Befragte. Römische Katholiken berichteten mit 46 Prozent signifikant häufiger von Erfahrungen mit solchen Anwendungen.
In einer Umfrage des Instituts für Demoskopie Allensbach aus dem Jahre 2014 hatten 60 Prozent der Befragten angegeben, bereits Homöopathika bezüglich diverser Indikationen eingenommen zu haben. Fast die Hälfte (48 Prozent) berichtete von uneingeschränkt positiven Heilerfahrungen. Während 1970 nur knapp jeder vierte Westdeutsche schon einmal selbst Homöopathika genommen hatte (24 Prozent), stieg inzwischen der Anteil in Deutschland mit 60 Prozent auf das 2,5fache. Nur ein kleiner Teil der Bevölkerung (12 Prozent) schließt die Verwendung homöopathischer Arzneimittel für sich aus.

#### Schweiz
Die Schweizer Jost Künzli, Adolphe Voegeli und Rudolf Flury spielten nach 1945 als homöopathische Lehrer in Europa eine bedeutende Rolle. Es wurden mehrere Zeitschriften, wie Homöopathie, Homoeopathia und die Schweizerische Zeitschrift für Homöopathie begründet und wieder eingestellt. Innerhalb des Schweizerischen Vereins Homöopathischer Ärztinnen und Ärzte (SVHA) kam es in den 1970er- und 1980er-Jahren vermehrt zu Flügelkämpfen zwischen den unterschiedlichen Homöopathierichtungen.
Laut einer Befragung, die 2017 in der Schweiz erfolgte, werden Homoöpathika oftmals von Ärzten verordnet, die nicht an deren Substanzwirkung glauben, sondern die bewusst ausschließlich den damit verbundenen Placebo-Effekt nutzen wollen.

##### Provisorium I
Von 1999 bis 2005 wurde die Homöopathie zusammen mit den vier anderen alternativen Heilmethoden provisorisch in den Leistungskatalog der Grundversicherung der Krankenkassen aufgenommen. Die Behandlungen wurden von der Krankenkassen-Grundversicherung übernommen, sofern sie von einem Arzt verschrieben wurden. Am 30. Juni 2005 hat das Bundesamt für Gesundheit, Teil des Eidgenössischen Departements des Inneren, diese Leistungspflicht nach den Ergebnissen der von ihm in Auftrag gegebenen Studie Programm Evaluation Komplementärmedizin wieder gestrichen, da die Autoren zu dem Schluss kamen, dass „die vorliegenden placebokontrollierten Studien zur Homöopathie […] keinen eindeutigen Effekt über Placebo hinaus“ belegen.

##### Provisorium II
Am 17. Mai 2009 stimmte eine Zweidrittelmehrheit des Schweizer Stimmvolks dafür, dass die Berücksichtigung der Komplementärmedizin in der Bundesverfassung verankert wird. Die Verfassung wurde in Folge um den Artikel 118a „Bund und Kantone sorgen im Rahmen ihrer Zuständigkeiten für die Berücksichtigung der Komplementärmedizin“ erweitert. Zur Umsetzung dieses Verfassungszusatzes wird ab 2012 die Homöopathie neben vier weiteren alternativmedizinischen Behandlungsmethoden (traditionelle chinesische Medizin, anthroposophische Medizin, Neuraltherapie, Phytotherapie) unter bestimmten Voraussetzungen von der obligatorischen Krankenpflegeversicherung bezahlt. Diese Regelung galt provisorisch bis Ende 2017. In dieser Zeit gelten Wirksamkeit, Zweckmäßigkeit und Wirtschaftlichkeit der fünf komplementärmedizinischen Methoden als teilweise umstritten und werden hinsichtlich dieser Kriterien evaluiert.

##### Fähigkeitsausweis FMH
Für Ärzte besteht die Möglichkeit, einen von der FMH anerkannten Fähigkeitsnachweis Homöopathie zu erwerben. Die Ausbildung dauert zwei Jahre und wird in Form von Seminaren und Supervision absolviert.

#### Österreich
Kurz nach dem Zweiten Weltkrieg gab es in Wien eine Interessenvertretung für Homöopathie. 1953 wurde die Österreichische Gesellschaft für Homöopathische Medizin (ÖGHM) als größte Vereinigung homöopathischer Ärzte Österreichs gegründet. Sie hat heute etwa 900 Mitglieder. In Österreich unterliegen homöopathische Arzneimittel dem Arzneimittelgesetz von 1983. In ihm wurde die Homöopathie als Teil der Medizin anerkannt. Seitdem ist die Ausübung der Homöopathie in Österreich Ärzten vorbehalten. Die Österreichische Ärztekammer verleiht dafür seit 1995 ein eigenes Diplom für den Bereich Homöopathie, welches zur Ausübung berechtigt. Zur Erlangung des Diploms ist eine mehrjährige Ausbildung zu absolvieren, die etwa 350 Fortbildungsstunden umfasst. 1991 wurde in Salzburg die Ärztegesellschaft für Klassische Homöopathie (ÄKH) gegründet und 1994 die Österreichische Gesellschaft für Veterinärmedizinische Homöopathie (ÖGVH). 1995 wurde eine Ausbildung zum Fachtierarzt für Veterinärmedizinische Homöopathie durch die Delegiertenversammlung der Tierärzte Österreichs beschlossen.
Im Wintersemester 2018/19 wurde das Wahlfach Homöopathie an der Medizinischen Universität Wien vom Lehrplan gestrichen, um sich „von unwissenschaftlichen Verfahren und Scharlatanerie klar zu distanzieren“; im Sommersemester 2019 wurde es durch das Wahlfach „Komplementärmedizin: Esoterik und Evidenz“ ersetzt.
2018 hatte auch die Leiterin der Wiener Patientenanwaltschaft, Sigrid Pilz, für nicht wirksame Arzneien wie homöopathische Globuli oder Bach-Blüten ein Verkaufsverbot in Apotheken oder zumindest einen ergänzenden Verpackungsaufdruck gefordert, um auf die fehlende pharmakologische Wirksamkeit hinzuweisen. Begründet wird dies auch mit der Forderung der Europäischen Akademie der Wissenschaften, dass nicht wirksame Arzneimittel nicht in den Verkauf gelangen dürfen.

#### Weltweit

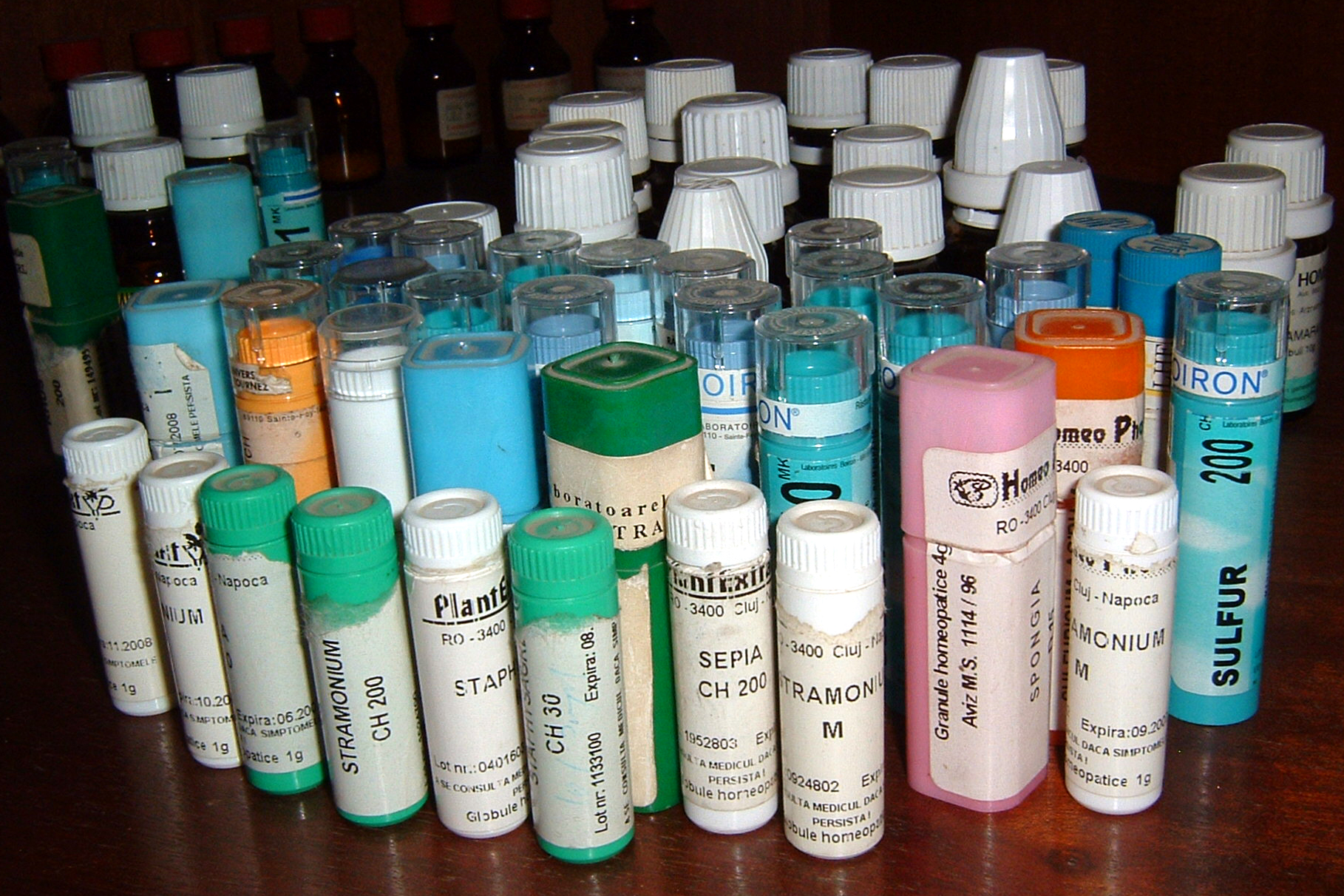
Homöopathische Globuli und Dilutionen

Die Homöopathie ist in fast allen Ländern der Erde vertreten. Weltweit liegt der Umsatz mit homöopathischen Arzneimitteln geschätzt in einer Größenordnung von 2 Milliarden Euro. Das sind weniger als ein Prozent des gesamten Arzneimittelmarkts. Die größten Märkte sind Frankreich, USA, Deutschland und Indien. Die Hälfte des Homöopathie-Marktes entfällt auf Europa.
In Großbritannien forderte Anfang 2010 ein Ausschuss des Unterhauses aufgrund fehlender Wirkungsnachweise, Homöopathie nicht mehr mit öffentlichen Mitteln zu finanzieren. Trotz der Empfehlungen des Ausschusses hatte die Regierung Großbritanniens zunächst beschlossen, die Homöopathie weiterhin über das NHS bezahlen zu lassen. Sie stimmte zwar weitgehend mit den Einschätzungen des Ausschusses überein, glaubt aber, dass der informierte Patient und sein Arzt in der Lage seien, die geeignete Behandlung zu finden. Dies schließe auch eine alternative Methode wie die Homöopathie ein. 2017 wurde bekannt, dass die Kosten künftig nicht mehr vom NHS getragen werden sollen. 2021 ließ die Professional Standards Authority (PSA, Akkreditierungsbehörde für medizinische Einrichtungen und Verbände) die Akkreditierung der Society of Homoeopaths (SoH) ruhen. Nachdem die PSA seit Juli 2021 für eine (Re-)Akkreditierung ein Gutachterverfahren voraussetzt, bei dem die Evidenz und eine positive Nutzen-Risiko-Bilanz für eine medizinische Intervention nachgewiesen werden muss, ließ die SoH verlautbaren, künftig auf jede Akkreditierung verzichten zu wollen.
In Frankreich, wo nach Angaben der dortigen Ärztekammer 56 Prozent der Bevölkerung Anhänger von Globuli und stark verdünnter Tinkturen sind, schätzte die Oberste Gesundheitsbehörde (HAS) im Juni 2019 die Wirkung homöopathischer Mittel aus wissenschaftlicher Sicht als nicht ausreichend ein und sprach sich gegen eine Kostenerstattung durch das Gesundheitssystem aus. Das französische Gesundheitsministerium hatte die HAS zuvor mit der Prüfung beauftragt. Über neun Monate wurden an die 1200 homöopathischen Mittel geprüft und mehr als 1000 wissenschaftliche Publikationen analysiert. Bereits 2018 hatte die medizinische Fakultät Lille beschlossen, ihren Diplomkurs für Homöopathie für 2018/19 auszusetzen. Im Vorfeld hatten 124 Ärzte in der Zeitung Le Figaro den „Ausschluss der esoterischen Disziplinen – darunter die Homöopathie – aus der Medizin“ gefordert.
In der EU gibt es schätzungsweise 50.800 Anbieter homöopathischer Medizin, davon 45.000 Ärzte.
Jährlich findet im April, in der Geburtswoche Hahnemanns, die World Homeopathy Awareness Week statt, um auf die Behandlungsmethode aufmerksam zu machen.
Die Wettbewerbsbehörde für Verbraucherschutz in den USA, FTC (Federal Trade Commission) hat 2016 strengere Regeln für frei verkäufliche homöopathische Produkte beschlossen. Die Produkte müssen entweder einen Wirksamkeitsnachweis haben oder einen Warnhinweis tragen, dass die Wirksamkeit nicht wissenschaftlich belegt ist. Grundsätzlich sagt die Behörde: „Generell basieren die Versprechungen homöopathischer Produkte nicht auf modernen wissenschaftlichen Methoden und werden von modernen Medizinfachleuten nicht akzeptiert“.

## Richtungen in der Homöopathie
Die Homöopathie ist keine einheitliche Lehre. Es gibt verschiedene Richtungen, die sich teilweise gegenseitig bekämpfen. Auch können Heilpraktiker oder Schulmediziner, die Homöopathie anwenden, nicht generell einer Richtung zugeordnet werden. Das große Spektrum an Richtungen verdeutlichen die zahlreichen Eigenbezeichnungen, wie Klassische Homöopathie, genuine Homöopathie, die Bönninghausen- und Boger-Methode, die miasmatische und wissenschaftliche Homöopathie, die naturwissenschaftlich-kritische Richtung, die prozessorientierte Homöopathie, die kreative Homöopathie, die Impuls- und Resonanzhomöopathie, die Elektronische Homöopathie (frequenzbasiert), die Seghal- und Herscue-Methode, die central delusion, C4-Homöopathie, sowie quantenlogische Homöopathie. Auch Begriffe, wie organotrope und personotrope Homöopathie werden benutzt. Die Spaltung der Homöopathie begann bereits zu Hahnemanns Zeiten, der Abweichler von seiner reinen Lehre auch als Bastard-Homöopathen bezeichnete. Hahnemann forderte bereits 1796: „Macht's nach, aber macht's genau nach.“

### Klassische Homöopathie
Der Begriff „Klassische Homöopathie“ entstand aus dem Bemühen, sich vom großen Spektrum der als „homöopathisch“ bezeichneten Heilmethoden abzugrenzen. Grundlagen der Klassischen Homöopathie sind die Lehre Hahnemanns und die sich daran orientierenden Weiterentwicklungen der Heilmethode (zum Beispiel durch Bönninghausen, Hering, Kent u. a.). Werden die Lehren Hahnemanns dabei besonders stringent eingehalten, werden sie als „genuine Homöopathie“ bezeichnet. Im Gegensatz zu vielen anderen Richtungen der Homöopathie wird in der Klassischen Homöopathie immer nur ein Mittel auf einmal verabreicht, meistens in einer mittleren oder hohen Potenz. Arzneimittel werden nach gründlicher Anamnese nach dem individuellen Symptombild des Kranken ausgewählt. Klassische Homöopathen behandeln sowohl akute Krankheiten als auch chronische Leiden (konstitutionelle Behandlung).

### Naturwissenschaftlich-kritische Homöopathie
Die naturwissenschaftlich-kritische Homöopathie ist eine Richtung der Homöopathie, die homöopathische Arzneimittel als Ergänzung zu evidenzbasierter, medizinischer Behandlung einsetzt. Häufig werden niedrige Potenzen bis D12 verwendet, in denen noch ein nachweisbarer Rest der Arzneisubstanz vorhanden ist. Die Behandlung mit Hochpotenzen wird abgelehnt. Arzneimittel werden außerdem nicht nach dem oft sehr komplexen gesamten Symptombild des Kranken, sondern nach Pathologie (Krankheit) verordnet. Das erleichtert besonders die Findung des passenden Arzneimittels, weil zum Beispiel für eine Erkältungskrankheit nur noch aus einer Liste von wenigen Mitteln ausgewählt werden muss. Dieses Vorgehen steht jedoch im Widerspruch zu Hahnemanns Lehre, der in seinem Organon einer Vermischung der Homöopathie mit nicht-homöopathischen Behandlungsmethoden entgegentrat und sie als Verrat anprangerte:

„§ 52: Es giebt nur zwei Haupt-Curarten: diejenige welche all’ ihr Thun nur auf genaue Beobachtung der Natur, auf sorgfältige Versuche und reine Erfahrung gründet, die (vor mir nie geflissentlich angewendete) homöopathische, und eine zweite, welche dieses nicht thut, die (heteropathische, oder) allöopathische. Jede steht der andern gerade entgegen und nur wer beide nicht kennt, kann sich dem Wahne hingeben, dass sie sich je einander nähern könnten oder wohl gar sich vereinigen liessen, kann sich gar so lächerlich machen, nach Gefallen der Kranken, bald homöopathisch, bald allöopathisch in seinen Curen zu verfahren; diess ist verbrecherischer Verrath an der göttlichen Homöopathie zu nennen!“

Wichtige Vertreter dieser Homöopathierichtung waren Moritz Müller, Ludwig Grießelich, Friedrich Rummel, Franz Hartmann, Otto Leeser, Alfons Stiegele (1871–1956), Julius Mezger und Fritz Donner. Obwohl sie mit der Hygea eine eigene Zeitschrift hatten, waren Rummel und Hartmann auch in der Schriftleitung der Allgemeinen Homöopathischen Zeitung tätig.

### Komplexmittelhomöopathie
Verbreitet ist auch die Verwendung von „Komplexmitteln“, d. h. einer Vermengung von verschiedenen Mitteln, die für eine bestimmte Krankheit nach organotropen Gesichtspunkten oder auch klinischen Indikationen zusammengestellt wird. Sie enthalten Einzelsubstanzen in sehr unterschiedlicher Dosierung, die sich in ihrer Wirkung verstärken sollen. Der evangelische Geistliche Emanuel Felke gilt als Begründer der Komplexmittelhomöopathie.
Die Therapie mit Komplexmitteln widerspricht ebenfalls dem Wesen der ursprünglichen Homöopathie. Hahnemann schreibt in seinem Organon:

„§ 273: In keinem Fall von Heilung ist es nöthig und deßhalb allein schon unzulässig, mehr als eine einzige, einfache Arzneisubstanz auf einmal beim Kranken anzuwenden. Es ist nicht einzusehen, wie es nur dem mindesten Zweifel unterworfen sein könne, ob es naturgemäßer und vernünftiger sey, nur einen einzelnen, einfachen, wohl gekannten Arzneistoff auf einmal in einer Krankheit zu verordnen, oder ein Gemisch von mehreren, verschiednen. In der einzig wahren und einfachen, der einzig naturgemäßen Heilkunst, in der Homöopathie, ist es durchaus unerlaubt, dem Kranken zwei verschiedne Arzneisubstanzen auf einmal einzugeben.“

Neben Emanuel Felke waren der Italiener Cesare Mattei und der Schweizer Emil Bürgi bekannte Vertreter dieser Richtung.

## Tierhomöopathie
Die erste Publikation zum Thema Tierhomöopathie stammt vom Coburger Hofapotheker Christian Heinrich Donauer aus dem Jahr 1815. Hahnemann selbst vertrat 1829 den Standpunkt, dass „… Thiere … ebenso sicher und gewiß, als die Menschen zu heilen“ wären. Eigene Schritte in Richtung der Entwicklung einer Tierhomöopathie unternahm er allerdings nicht. Zu Beginn des 20. Jahrhunderts verlor diese bis in die 1930er Jahre an Bedeutung. Den wichtigsten Einfluss auf ihre neuerliche Verbreitung hatte in der Nachkriegszeit Hans Wolter.
Homöopathieanhänger behaupten, es gebe Behandlungserfolge bei Tieren und diese ließen sich nicht durch Placeboeffekte erklären, da Tiere nicht an eine Wirksamkeit von Homöopathika „glauben“ könnten. Tatsächlich sind durchaus Placeboeffekte bei Tieren nachgewiesen worden, beispielsweise durch klassische Konditionierung oder die fürsorgliche Behandlung. Ferner beeinflusst die Meinung der Tierhalter zur Behandlungsart ihre Beurteilung des Behandlungserfolgs. Diese Effekte werden auch von Tierhomöopathen genutzt.
J. C. L. Genzke veröffentlichte 1837 ein Lehrbuch Homöopathische Arzneimittellehre für Tierärzte und berichtete darin über 67 Arzneimittelprüfungen an Hunden, Pferden und Rindern. Die Auswahl der Arzneimittel in der Tierhomöopathie erfolgt jedoch auf der Grundlage von Arzneimittelbildern (AMB), die überwiegend humanhomöopathischer Herkunft sind. Die Übertragbarkeit der AMB vom Menschen auf Tiere wird damit begründet, dass es beim Tier nichts gebe, was nicht auch „latent“ oder „homolog“ im Menschen als Organ, Verhaltensmuster oder Grundform einer Pathologie vorhanden sei.
Nach der seit dem 1. Januar 2022 geltenden EU-Bio-Verordnung sind in der Ökologischen Landwirtschaft Krankheiten der Tiere unverzüglich zu behandeln. Dabei dürfen „[…] chemisch-synthetische allopathische Tierarzneimittel einschließlich Antibiotika […] erforderlichenfalls unter strengen Bedingungen und unter Verantwortung eines Tierarztes verabreicht werden, wenn die Behandlung mit phytotherapeutischen, homöopathischen und anderen Mitteln ungeeignet ist.“
Es existieren keine großen Metaanalysen zur Beurteilung der Wirksamkeit der Homöopathie in der Veterinärmedizin. Die wenigen bislang durchgeführten, methodisch gut gestalteten klinischen Studien zeigten keinerlei medizinische Wirksamkeit der Veterinärhomöopathie.
Das deutsche Tierarzneimittelgesetz (TAMG) vom 27. September 2021 untersagte es Personen, die keine Tierärzte sind, Tieren registrierte homöopathische Humanarzneimittel zu verabreichen – sog. Tierarztvorbehalt, § 50 Abs. 2 TAMG. Das Verbot betraf Tiere, die der Gewinnung von Lebensmitteln dienen, und Tiere, die nicht der Gewinnung von Lebensmitteln dienen, gleichermaßen. Gegen diese Vorschrift wandten sich einzelne Tierheilpraktikerinnen mit einer Verfassungsbeschwerde mit dem Ziel, den Tierarztvorbehalt insoweit für verfassungswidrig zu erklären, als das Verbot auch Tiere, die nicht der Gewinnung von Lebensmitteln dienen, betraf. Das Bundesverfassungsgericht hat mit Beschluss vom 29. September 2022 entschieden, dass dieser Tierarztvorbehalt nichtig ist, „soweit die Vorschrift die Anwendung nicht verschreibungspflichtiger und zugleich registrierter homöopathischer Humanarzneimittel bei Tieren, die nicht der Gewinnung von Lebensmitteln dienen, unter einen Tierarztvorbehalt stellt.“

## Homöopathika im Arzneimittelrecht
Homöopathische Arzneimittel werden nicht durch Medikamentenstudien gemäß dem deutschen Arzneimittelgesetz untersucht, insbesondere wird keine Wirksamkeit nachgewiesen. Stattdessen wird eine sogenannte Homöopathische Arzneimittelprüfung durchgeführt, bei welcher ein Homöopath durch „Selbstbeobachtung“ mitteilt, ob und welche „Symptome“ er nach der Einnahme des Mittels erlebt. Dieser Homöopath wird dabei im homöopathischen Sinne als „Proband“ bezeichnet. Eine homöopathische Arzneimittelprüfung genügt somit weder nach Qualität noch nach Objektivität den für pharmakologische Medikamentenzulassungen notwendigen wissenschaftlichen Standards. Gemäß BfArM wurde bisher (Stand Januar 2020) „kein homöopathisches Arzneimittel zugelassen, bei dem sich der Antragsteller auf eine Studie berufen hätte“.
Die europäische Gesetzgebung sieht seit der Richtlinie 2001/83 ein eigenes Zulassungsverfahren für homöopathische Arzneimittel vor, bei dem keine wissenschaftliche Tests erforderlich sind. In der Novelle zu dieser Richtlinie (2004/27) wurde dieses vereinfachte Zulassungsverfahren für alle Mitgliedsländer verpflichtend. Die Richtlinie verlangt lediglich den Aufdruck „Homöopathisches Arzneimittel ohne genehmigte Heilanzeigen“.

## Kritik an der Homöopathie

### Geschichtliche Entwicklung
Bereits im 19. Jahrhundert wurde die Homöopathie scharf kritisiert. 1851 bezeichnete der britische Arzt Robert Mortimer Glover sie als die schlimmste Art von Quacksalberei, die es je gegeben habe und vermutlich je geben werde. Karl Wilhelm Fickel, zeitweilig leitender Oberarzt an der homöopathischen Lehranstalt Leipzig und unter dem Pseudonym Ludwig Heyne Autor homöopathischer Schriften, wandte sich komplett von der Homöopathie ab und veröffentlichte 1840 seine Schrift Direkter Beweis von der Nichtigkeit der Homöopathie als Heilsystem. Er urteilte: „Als Heilsystem ist die Homöopathie eine Irrlehre, in praktischer Anwendung ein Unding.“ Carl Ernst Bock bezichtigte 1855 Hahnemann der Fälschung und bezeichnete die Homöopathie als „ein Gewebe von Täuschungen, Unwissenheit und Unwahrheiten“.
Ende des 19. Jahrhunderts formulierte Meyers Lexikon:

„Es würde zu weit führen, das mystische, überall den Erfahrungen der Chemie, Physik und Pathologie widersprechende System, das, anstatt auf Beobachtungen, auf gänzlich unbewiesenen Glaubenssätzen aufgebaut ist, hier auszuführen, zumal eine treue Wiedergabe bei den vielfachen Änderungen, welche die H. täglich erfährt, ganz unmöglich wäre. [Es folgt eine knappe Beschreibung der Zubereitung von Homöopathika] Diese Probe dürfte ausreichen, um zu zeigen, daß die H. dem gesunden Verstand mehr als dem kranken Körper zumutet, und es ist bedauerlich, daß aus Mangel an Kritik die H. von vielen Dilettanten und Dilettantinnen selbst in Fällen betrieben wird, bei denen im Vertrauen auf die Zuckerkügelchen die rechtzeitige ärztliche Hilfe verabsäumt wird.“

Der Fachbereich Humanmedizin der Philipps-Universität Marburg verwarf die Homöopathie 1992 im Rahmen der „Marburger Erklärung zur Homöopathie“ als „Irrlehre“.

### Unwissenschaftlichkeit
Die Vorstellungen der Homöopathie sind mit den Wissenschaften der Physik, Chemie, Biochemie, Biologie, Pharmazie und Medizin unvereinbar. Von der wissenschaftlichen Medizin wird die Homöopathie daher als pharmakologisch wirkungslose, in einigen Fällen riskante Behandlung abgelehnt. Die Homöopathie reagiert nicht in angemessener Weise auf diese Befunde; es fehlt an Systematizität. Homöopathie wird deshalb als Pseudowissenschaft im Bereich der Alternativmedizin eingeordnet.
Das „Verdünnungsprinzip“
Ein zentrales Prinzip der Homöopathie, wonach homöopathische Grundsubstanzen in hoher Verdünnung wirksamer seien als bei geringer Verdünnung, widerspricht allen medizinischen, pharmazeutischen, biologischen, chemischen und physikalischen Erkenntnissen, da geringere Wirkstoffkonzentrationen eine geringere Wirkung zur Folge haben.
Bei einer Potenzierung von D24 oder C12 (Verdünnung von 1:1024) enthalten nur noch etwa die Hälfte aller Mischungen, die aus einer einmolaren Ausgangslösung hergestellt wurden, überhaupt ein Restmolekül der Ausgangslösung (bezogen auf 1 Liter D24-Lösung/Mischung). Eine solche Verdünnung entspricht ungefähr dem Auflösen einer Kopfschmerztablette im Atlantik. Wenn die Herstellung der homöopathischen Arzneien nicht in einem keim- und staubgefilterten Reinraum durchgeführt wird, muss angenommen werden, dass im Verdünnungsprozess, etwa beim Öffnen des Mischgefäßes und der Zugabe von Verdünnungslösung, die Konzentration der Wirksubstanz zwar abnimmt, aus der Luft aber Verunreinigungen hinzukommen. Dies bewirkt, dass schließlich in den hochpotenzierten Präparaten außer der Trägersubstanz (Wasser, Ethanol oder Milchzucker) nur die Verunreinigung der Trägersubstanzen (alle drei enthalten metallische Verunreinigungen) und die Verunreinigungen aus der Umgebung enthalten sind. Auch die besten Filtrierverfahren lassen manchmal mehr Reststoffe im Wasser zurück, als sich homöopathische Wirkstoffe darin befinden. Somit kann eine Stoff-Wirkungsrelation nicht vernünftig untersucht werden. Zusätzlich zum Einsatz wirkstofffreier Potenzierungen beinhaltet aus pharmakologischer Sicht die behauptete Wirkungssteigerung durch Potenzierung auch, dass stärker verdünnte Lösungen mit weniger gelösten Wirkstoffmolekülen stärker wirken sollen. Der Pharmakologe Klaus Starke vermisst sowohl beim Simile-Prinzip als auch bei der homöopathischen Potenzierung die „biologische Basis“ und ordnet die Homöopathie den „dogmatischen Arzneitherapien“ zu. Die Pharmakologen Lüllmann, Mohr und Hein bewerteten die Homöopathie als „eine Psychotherapie mit großen Erwartungen des Patienten und hoher Suggestivkraft bei den Therapeuten“. Die Homöopathie müsse sich auf Patienten beschränken, deren Erkrankung durch eine „rationale Arzneimitteltherapie“ nicht besser behandelbar sei.
Die Hypothese, dass Wasser Information speichere, wollte Jacques Benveniste 1988 mittels der Beeinflussung weißer Blutzellen (Leukozyten) durch hochgradig verdünnte Antigene nachgewiesen haben. Die Ergebnisse ließen sich aber nicht reproduzieren. Auch weitere wissenschaftliche Nachweise einer angeblichen Informationsspeicherfähigkeit des Wassers konnten nicht bestätigt werden.
Das „Ähnlichkeitsprinzip“
Die zentrale Vorstellung der Homöopathie, wonach Krankheitssymptome gemindert werden, wenn zusätzlich Substanzen mit ähnlicher Wirkung konsumiert werden, ist aus wissenschaftlicher Sicht nicht nachvollziehbar.

### Interne Widersprüche
In Hahnemanns Organon gab es bereits in den sechs Auflagen von 1810 bis 1842 umfangreiche Einarbeitungen, Streichungen, Änderungen von übernommenen Teilen und Widersprüche. Verschiedene Schulen (siehe Richtungen in der Homöopathie) nutzen unterschiedliche Auflagen als Handlungsanweisung.
Potenzierung der Ursubstanz

An einigen Stellen sehen Kritiker Widersprüche in der homöopathischen Theorie und Praxis. So wird nicht erklärt, warum nur die gewünschten Eigenschaften eines jeweiligen Stoffes durch eine „Potenzierung“ ihre Wirkung verstärken und nicht auch die unerwünschten Nebenwirkungen bzw. die Wirkungen und Nebenwirkungen all der anderen Spurenelemente, Reststoffe etc., die sich außerdem noch im Alkohol bzw. Wasser oder im Gefäß befunden haben.
Ein Beispiel zu den verunreinigenden Reststoffen im Wasser wurde im Nachgang des Leipziger Skandals 2003 (siehe Abschnitt „#Aktuelle Studien“) von Wissenschaftlern als Gedankenexperiment errechnet: Wenn auch nur eine einzige Tollkirsche in einen Bach fällt, dessen Wasser in die Leipziger Trinkwasserversorgung führt (34 Millionen m³ Jahresverbrauch), dann würde dies zu einer Atropinkonzentration im Trink-/Brauchwasser von D17 führen. Dies bedeutet, dass es methodisch gar nicht möglich ist, größere Atropin-Verdünnungen als D17 herzustellen, weil das homöopathische Heilmittel bereits mit D17-Atropin-Wasser hergestellt wird. Selbst das reinste auf der Welt herstellbare destillierte Wasser enthält immer noch einige Moleküle fast aller häufigeren Elemente und zahlreicher chemischer Verbindungen als Verunreinigungen. Da sich in hochpotenzierten Homöopathika jedoch rein mathematisch gar keine Moleküle der Ausgangssubstanz befinden dürften, ist diese Konzentration an Verunreinigungen im fertigen Medikament in jedem Falle höher als die des Homöopathikums, denn durch die Luft gelangen solche Verunreinigungen bei jeder Potenzierung in die Lösung. Die anfänglichen Verunreinigungen werden bei der Potenzierung natürlich ebenso „mitpotenziert“ wie das Homöopathikum, so dass die Verunreinigungen im fertigen Medikament nicht nur als erneute Verunreinigungen durch die Umwelt vorliegen, sondern auch in höchstpotenzierter Form (höherpotenzig als die Wirksubstanz selbst). Jedes Homöopathikum ist also in Wahrheit ein buntes Gemisch aus mehr oder minder hohen Potenzen unterschiedlichster Substanzen, unter denen die vermeintliche Wirksubstanz keinerlei hervorgehobene Rolle mehr spielen kann. Nach Auffassung der Wissenschaftler führt dieser Umstand ein zentrales Prinzip der Homöopathie ad absurdum.
Heilung der Krankheit oder der Symptome?

Viele Homöopathen führen an, die Schulmedizin heile keine Krankheiten, sondern unterdrücke nur Symptome, während die Homöopathie die Ursache des Leidens bekämpfe.
Nach Hahnemann kann eine Krankheit aber nur durch ihre Symptome erkannt werden, was sich in der Praxis der homöopathischen Anamnese und Verschreibung nach Symptombild widerspiegelt.
Sehr deutlich ist dies in Hahnemanns eigenen Schriften – etwa Organon der Heilkunst – zu erkennen:
[…] aber bloß die Gesammtheit der Symptome ist die dem Heilkünstler zugekehrte Seite der Krankheit, bloß diese ist ihm wahrnehmbar und das einzige, was er von der Krankheit wissen kann und zu wissen braucht zum Heil-Behufe.

Eine erfolgreiche Behandlung der Symptome ist der Heilung der eigentlichen Krankheit gleichzusetzen:
Es lässt sich nicht denken, auch durch keine Erfahrung in der Welt nachweisen, daß, nach Hebung aller Krankheitssymptome […] etwas anders, als Gesundheit, übrig bliebe oder übrig bleiben könne, so daß die krankhafte Veränderung im Innern ungetilgt geblieben wäre.
Kritiker sehen in der Argumentation, dass das Verschwinden von Symptomen bei schulmedizinischer Behandlung als Unterdrückung, bei homöopathischer als Heilung gewertet wird, ein Messen mit zweierlei Maß.

### Verwechslung von Ursache und Wirkung
Es werden in der Homöopathie nur Symptome betrachtet, also die Ausprägungen einer Krankheit, nicht aber die Ursache der Krankheit. In der Medizin werden Symptome als Krankheitserscheinungen angesehen, deren Ursache durch Untersuchungen, wie etwa Röntgenbilder, Ultraschall, Computertomographie, Blutbilder oder Gewebeproben geklärt wird. In der Homöopathie spielt dagegen die Ursache einer Krankheit keine Rolle, das Augenmerk richtet sich auf die Symptome, wobei aber nicht zwischen subjektiven und objektiven Symptomen unterschieden wird. So werden beispielsweise allergisch, bakteriell, endogen, psychisch oder viral hervorgerufene Krankheitssymptome gleich behandelt. Hinzu kommt, dass dieselben Symptome verschiedenen Grundsubstanzen zugeordnet sind. Die sich daraus ergebende Vielzahl macht die Wahl des Mittels vollends willkürlich.

### Verlässlichkeit und Seriosität der homöopathischen Forschung
Eine Metaanalyse durch Gerald Gartlehner und Kollegen hat ergeben, dass in der homöopathischen Forschung erhebliche Verstöße gegen die Leitlinien der wissenschaftlichen Praxis bestehen. So basierten knapp über die Hälfte der in Fachjournalen publizierten Homöopathie-Veröffentlichungen auf Studien, die vorher nie in offiziellen Studienregistern angemeldet waren. Dies ist ein Verstoß gegen die Deklaration von Helsinki in der Revision von 2008, die durch die Registrierung verhindern soll, dass Endpunkte einer Studie nachträglich verändert und damit an die Studienergebnisse angepasst werden. Es ist auch ein Verstoß gegen die Vereinbarung des International Committee of Medical Journal Editors von 2005, gemäß derer nur Ergebnisse offiziell angemeldeter Studien veröffentlicht werden sollen. Die Mehrheit registrierter Studien wurde auch erst im Nachhinein angemeldet. Bei 25 % wurden nachträglich die primären Endpunkte geändert. Bei den offiziell registrierten Studien wurden keine statistisch signifikanten Unterschiede zwischen Placebo und Wirkung gefunden, während bei den unangemeldeten Studien Homöopathie über den Placeboeffekt hinaus ging.
Des Weiteren wurden die Ergebnisse von etwa 38 Prozent der registrierten Homöopathie-Studien in den letzten 20 Jahren nicht veröffentlicht. Ein möglicher Grund liegt darin, dass diese Studien nicht das erwünschte Ergebnis erbracht haben. Die Autoren der Studie gehen davon aus, dass bei den nichtregistrierten Studien der Anteil deutlich höher liegt.

„Diese Ergebnisse zeigen erschreckend schlechte wissenschaftliche Standards in der Homöopathieforschung. Man kann davon ausgehen, dass viele Studien nicht publiziert wurden, weil sie nicht das gewünschte Ergebnis gezeigt hatten.“

Insgesamt liegt gemäß Autoren ein „besorgniserregende[r] Mangel“ an wissenschaftlichen und ethischen Standards und ein hohes Risiko für einen Publikationsbias vor. Dadurch wird ein tatsächlicher Behandlungseffekt homöopathischer Mittel wesentlich überschätzt.

## Diskurs

### Öffentlicher Diskurs
Kritiker der Homöopathie wurden zum Teil namentlich „an den Netz-Pranger gestellt“ und entsprechende Publikationen finanziell gefördert. Der britische Wissenschaftler Edzard Ernst wurde 2005 stark angegriffen, nachdem er öffentlich einen Bericht über Alternativmedizin als „skandalös und voller Fehler“ bezeichnet hatte. Nach einer 13-monatigen Untersuchung konnte ihm aber kein Fehlverhalten nachgewiesen werden.
Verschiedene Medien setzen sich immer wieder kritisch mit der Homöopathie auseinander. Gefördert wird dieser Diskurs maßgeblich durch das 2016 gegründete Informationsnetzwerk Homöopathie, einen Zusammenschluss von Homöopathie-Kritikern aus dem deutschsprachigen Raum, welchem unter anderem Edzard Ernst, Rudolf Happle, Norbert Aust, Natalie Grams und Christian Weymayr angehören. Auch in den sozialen Medien entspann sich seit 2017 unter anderem unter dem vom Weilheimer Arzt Christian Lübbers geprägten Hashtag #Globukalypse eine intensive Diskussion um Kassenerstattung, Apothekenpflicht und den Arzneimittelstatus homöopathischer Präparate. Diese intensivierte sich, als im Mai 2019 der Pharmahersteller Hevert rechtliche Schritte gegen prominente Homöopathie-Kritiker unternahm, was auch in den sozialen Medien auf heftige Kritik stieß. Das Unternehmen forderte, etwa von der Ärztin und Autorin Natalie Grams, die Behauptung, Homöopathie wirke „nicht über den Placeboeffekt hinaus“, zu unterlassen. Im Juni 2019 wurde die Abmahnwelle vom Neo Magazin Royale mit Jan Böhmermann in der Folge Homöopathie wirkt* aufgegriffen.
Die EASAC warnte 2017 in einer Stellungnahme, dass die Bewerbung homöopathischer Behandlungsmethoden das Vertrauen der Patienten und der Öffentlichkeit in wissenschaftliche Erkenntnisse schwächen könnte. Die Werbung solcher Produkte müsse daher reguliert werden; es sollten keine nicht bewiesenen Aussagen über die Wirksamkeit gemacht werden dürfen. Homöopathika sollten zudem nicht als Arzneimittel zugelassen und nicht von Krankenkassen erstattet werden.
Im Mai 2017 wurde der Fall eines an einer Mittelohrentzündung verstorbenen Siebenjährigen aus dem italienischen Cagli international breit in den Medien diskutiert. Die Erkrankung des Kindes wurde lange Zeit nur homöopathisch behandelt, so dass eine Therapie mit Antibiotika nach der Einlieferung in eine Klinik das Leben des Patienten nicht mehr retten konnte. Die örtliche Staatsanwaltschaft ermittelte gegen den behandelnden Homöopathen sowie auch gegen die Eltern. Der Zentralverein homöopathischer Ärzte in Deutschland äußerte seine Bestürzung und sprach in einer Stellungnahme von einem „Kunstfehler“. Die damalige Vorsitzende Cornelia Bajic erklärte „Der Verzicht auf Antibiotika scheint in diesem Fall eine klare unterlassene Hilfeleistung und nicht mit dem ärztlichen Selbstverständnis vereinbar.“. Das Informationsnetzwerk Homöopathie kritisierte dies. Es handele sich um keinen Einzelfall, sondern um die „Spitze des Eisbergs“. Es hätte sich hier das „potenziell in jeder unwirksamen ‚alternativen‘ Therapie enthaltene systemische Risikopotenzial in besonders tragischer Weise manifestiert“, da in Fällen wie diesem im Glauben an die Wirksamkeit von Homöopathie notwendige konventionelle Behandlungen unterblieben.
2018 sorgte die Apothekerin Iris Hundertmark national und international für Aufsehen. Sie entschied sich, Homöopathika, soweit zulässig, aus ihrer Apotheke zu verbannen, und löste damit eine intensive Diskussion über den Umgang mit Homöopathie in Apotheken aus.
Anfang November 2019 verabschiedete der Bayerische Landtag einen Antrag zu einer Studie, die untersuchen soll, wie der Einsatz von Antibiotika reduziert werden könne. Eine mögliche Maßnahme bezieht sich auf den Einsatz homöopathischer Mittel. Die Entscheidung wurde von großen Teilen der Opposition kritisiert. Der FDP-Politiker Dominik Spitzer hält das Vorhaben für „fahrlässig, weil es bereits mit der Fragestellung suggeriert, dass homöopathische Mittel wie Globuli multiresistente Keime bekämpfen könnten“.
Nachdem sowohl in Australien als auch in Frankreich ein Ausstieg aus der Kassenerstattung von Homöopathika aufgrund einer fehlenden Wirksamkeit beschlossen wurde, nahm auch in der Schweiz die Diskussion um die dortige Praxis der Erstattung an Intensität zu. Eine Überprüfung der Einhaltung der sogenannten WZW-Kriterien (Wirksamkeit, Zweckmäßigkeit und Wirtschaftlichkeit), welche die Voraussetzung für die Kassenerstattung sind, wurde jedoch bisher weder von den Krankenkassen, den Ärzteverbänden noch von den Patientenorganisationen angestrebt.
In Österreich wird Homöopathie von den Krankenkassen nicht erstattet. Der öffentliche Diskurs rankt sich hier daher in erster Linie um eine Aufklärungs- bzw. Kennzeichnungspflicht für homöopathische Präparate beziehungsweise um ein Verkaufsverbot in Apotheken, wie dies zum Beispiel die Patientenanwältin Sigrid Pilz fordert.
Die Bundesvertretung der Medizinstudierenden in Deutschland (bvmd) forderte in einem im Mai 2020 veröffentlichten Positionspapier die Beendigung der Sonderstellung der homöopathischen Arzneimittel im Arzneimittelgesetz, die Aufhebung der Apothekenpflicht für diese Mittel und die Streichung der Homöopathie aus dem Leistungsangebot der gesetzlichen Krankenversicherung. Des Weiteren solle im Rahmen der ärztlichen Aus- und Weiterbildung eine kritische Auseinandersetzung auf wissenschaftlicher Grundlage mit der Thematik erfolgen. Außerdem forderte die bvmd, dass Homöopathie und Naturheilkunde in Werbung und medialer Darstellung deutlich voneinander abgegrenzt werden sollen.
Der Deutsche Ärztetag hat im Mai 2024 die Streichung der Homöopathie aus der Gebührenordnung für Ärzte (GOÄ) gefordert; sie soll weder als Kassenleistung zur Abrechnung kommen, noch als Entität mit Sonderstatus in der GOÄ Erwähnung finden. Im Beschluss wird darauf verwiesen, dass die Homöopathie „in der Regel keine mit rationaler Medizin, dem Gebot der bestmöglichen Behandlung sowie einem angemessenen Verständnis medizinischer Verantwortung und ärztlicher Ethik vereinbare Option“ darstelle.

### Ethische Bewertungen
Aus utilitaristischer Sicht wird hervorgehoben, dass auch eine Placebo-Wirkung vorteilhaft für Patienten sein kann und es auch in der Medizin Beispiele gibt, bei denen gezielt mit der Placebo-Wirkung gearbeitet wird. Die bloße Tatsache, dass die Homöopathie lediglich auf einer möglichen Placebo-Wirkung basiert, wird daher nicht per-se als Kritikpunkt angeführt. Kritisiert wird hingegen die Tatsache, dass gegenüber den Patienten falsche Behauptungen aufgestellt und sie damit ihrer Autonomie beraubt würden, wenn der Homöopathie eine pharmakologische Wirksamkeit zugeschrieben wird. Aus ethischer Sicht wird dies als inakzeptabel bezeichnet. Als weiterer Kritikpunkt wird angeführt, dass die Homöopathie bei vielen Krankheiten anstelle besser wirkender Medikamente verwendet werde. Bei der Frage, ob Homöopathie etwa durch staatliche Gesundheitssysteme finanziert werden solle, wird eine Vergeudung öffentlicher Ressourcen und die Schwächung der Stellung der wissenschaftlichen Medizin aus ethischer Perspektive kritisiert.

### Ökonomische Bewertung
Einer im Jahre 2017 veröffentlichten Studie über anonymisierte Abrechnungsdaten der Techniker Krankenkasse zufolge verursachen Patienten, die zusätzlich oder ausschließlich homöopathische Mittel verwenden, höhere gesamtgesellschaftliche Kosten als Patienten, die ausschließlich mit pharmakologisch wirksamen Medikamenten behandelt werden. Der wesentliche Kostenfaktor waren dabei nicht die höheren Medikationskosten, sondern der Produktivitätsverlust durch zusätzliche Krankheitstage.

### Soziologische Bewertung
Ein im August 2019 erschienener Beitrag in der Neuen Zürcher Zeitung widmete sich den Ursachen des Erfolgs der Homöopathie aus soziologischer Sicht. Die Ausführungen des Hamburger Sozial- und Wirtschaftswissenschaftlers Marcel Schütz laufen auf zwei neuere Begründungen hinaus: Zum einen imitiere die Homöopathie klassische Praktiken und Formen der vertrauten Medizin. Die Produkte erhielten schon in ihrer Aufmachung und Verabreichung die Optik echter pharmazeutischer Präparate. Hiermit werde eine ebenbürtige Bedeutungskulisse erreicht. Zum anderen, so die Analyse, stabilisiere das aktive Mitwirken des Patienten die Anerkennung der Homöopathie. Über die Arzt-Patienten-Interaktion werde schließlich auch die Rolle der heilenden Person gestärkt. Dass inzwischen die klassische Medizin in der hausärztlichen Praxis auch homöopathische Dienste anbietet, erklärt sich Schütz damit, dass für die Ärzte eine erfolgreiche Betreuung bzw. Wahrnehmung von Erfolg beim Patienten im Mittelpunkt stehe; konkret insbesondere bei solchen Patienten, die über konventionelle Maßnahmen nicht oder nicht mehr zu erreichen sind. Kritisch wird jedoch angemerkt, dass gerade dieser Versuch des Arztes, seine Expertenrolle bzw. Autorität über alternative Zugänge zu sichern, dann erst recht zur „Verwässerung“ der Medizin beitrage und insofern den ärztlichen Status und seine Kompetenz einschränke.

## Risiken der Homöopathie

### Mögliche Vergiftungen und allergische Reaktionen
Pharmakologisch und toxikologisch können „niedrigpotenzierte“ Homöopathika problematisch sein. Diese unzureichend verdünnten Homöopathika, von „Urtinkturen“ bis zu „Potenzen“ von „D4“, können noch Wirkstoff enthalten und somit zu allergischen Reaktionen führen. Hierbei wurden auch Vergiftungserscheinungen beobachtet, die auf arsen-, cadmium-, quecksilber-, eisen-, aconitin-, kerosin- oder thalliumhaltige Zubereitungen zurückgehen. Die US-amerikanische Food and Drug Administration (FDA) warnte wiederholt und zuletzt im September 2016 vor sogenannten Teething Tablets und Teething Gels. Das sind vorgeblich homöopathische Präparate, die aus Schwarzer Tollkirsche (Atropa belladonna) hergestellt werden und bei Kleinkindern die Schmerzen beim Zahnen erträglich machen sollen. Seit ihrer Warnung im Jahr 2010 erreichten die Behörde mehr als 400 Berichte über Atropin-Vergiftungen nach Anwendung derartiger Produkte, darunter auch 10 Todesfälle. Laboruntersuchungen fanden in verschiedenen Produkten der Teething Tablets Belladonna-Konzentrationen, die weit über dem deklarierten Gehalt lagen. Zum Schutz der Konsumenten wurde der Hersteller aufgefordert, die betroffenen Produkte zurückzurufen.

### Unterlassung wirksamer Therapien
Der Verzicht auf eine normale medizinische Versorgung kann bei akuten Notfällen lebensgefährlich sein, wenn der Einsatz einer wirksamen Therapie verzögert wird. Ein Extrembeispiel ist die von einer Homöopathin bei der Indikation „Herz hört auf zu schlagen“ vorgeschlagene alleinige Gabe des homöopathischen Mittels Aconitum in der Potenz C30 oder C200. Aconitum (Blauer Eisenhut) würde in einer Arzneimittelprüfung Herzsymptome oder sogar den Herztod verursachen, also ist dieses Arzneimittel nach homöopathischer Raison bei Herzstillstand sinnvoll.
Da das verstärkte Auftreten der Symptome unter dem Begriff Erstverschlimmerung als Teil der Heilung verstanden wird, könnten wichtige Notfallbehandlungen versäumt oder erst verspätet vorgenommen werden. Eine konventionelle Therapie darf hier nicht durch eine homöopathische Behandlung ersetzt werden.
Nach einem Artikel des British Medical Journal aus dem Jahre 2009 warnt die WHO davor, bestimmte ernste Krankheiten wie Infektionen mit HIV, Tuberkulose und Malaria sowie bei Kindern zusätzlich Durchfall oder Grippe homöopathisch zu behandeln. Diese Warnung war eine Reaktion auf die Befürchtungen einer Gruppe junger Ärzte und Forscher, dass die Anwendung von Homöopathie bei diesen fünf Krankheiten in Entwicklungsländern lebensgefährliche Folgen hätte. 2014 wollten homöopathische Ärzte eine Ebola-Therapie in Liberia testen, dies wurde jedoch von den örtlichen Behörden untersagt.
In einer Stellungnahme sieht die EASAC die Homöopathie als schädlich an, wenn dadurch eine evidenzbasierte medizinische Versorgung versäumt oder verzögert wird.
Nicht nur bei Verwendung als alternative Medizin, sondern auch als komplementäre Gabe zu einer konventionellen Therapie kann die Homöopathie den Therapieverlauf negativ beeinflussen: In einer in der JAMA Oncology erschienenen Studie wurde festgestellt, dass Krebs-Patienten, die sich einer konventionellen Krebstherapie unterziehen und zusätzlich komplementäre Medizin wie Homöopathie verwenden, eher geneigt sind, einzelne Maßnahmen der konventionellen Therapie zu unterlassen oder zu verzögern im Vergleich zu Patienten, die keine komplementäre Medizin verwenden. Demzufolge war die Überlebensrate bei der erstgenannten Gruppe geringer. Rechnet man den Faktor der Therapieverzögerung oder -unterlassung heraus, finden sich keine statistisch signifikanten Unterschiede in der Überlebensrate mehr. Die Autoren der Studie empfehlen daher medizinischem Fachpersonal, Patienten auf die Risiken einer Therapieverzögerung frühzeitig hinzuweisen.

### Unterlassung von Schutzimpfungen
Impfgegner lehnen Schutzimpfungen oft auch mit Hinweis auf die Homöopathie ab. Hahnemann selbst zeigte sich jedoch im Organon der Heilkunst beeindruckt von der Schutzimpfung und hat sie als Indiz für die Existenz des Simile-Prinzips und Beispiel für das Funktionieren desselben angeführt. Homöopathisch tätige deutsche Ärzte mit der Zusatzweiterbildung Homöopathie impfen seltener als Nicht-Homöopathen, lehnen jedoch eine Impfung nicht grundsätzlich ab. Impfungen gegen Kinderkrankheiten, bei Risikogruppen und als ineffektiv beurteilte Impfungen werden von homöopathischen Ärzten allerdings weniger akzeptiert und angewandt. Verschiedene homöopathische Fachgesellschaften stehen Schutzimpfungen zwar kritisch gegenüber, halten sie jedoch grundsätzlich für sinnvoll. Gründe für das zurückhaltendere Verhalten bei manchen Impfungen, wie gegen Masern, Mumps, Windpocken und Keuchhusten, ist auch die positive Einschätzung einer möglichen homöopathischen Alternativbehandlung.
Gelegentlich werden von Homöopathen auch „homöopathische Impfungen“ (orale Gaben von Krankheitsprodukten, „Nosoden“, in Potenz) oder „homöopathische Malariaprophylaxe“ angeboten. Solche Angebote werden von den Dachverbänden offiziell abgelehnt. Der Deutsche Zentralverein homöopathischer Ärzte (DZVhÄ) beispielsweise schreibt: „Kein homöopathisches Mittel ist in der Lage, eine nachweisbare Immunisierung hervorzurufen“. Andererseits stellt derselbe Verband die – wissenschaftlich unbelegte – Möglichkeit einer „homöopathischen Vorbeugung“ wie auch eine homöopathische Therapie „als Behandlungs-Alternativen“ in Aussicht.

## Darstellung in der Belletristik
Edward Bulwer-Lytton beschrieb im 1. Band seines Romans My Novel von 1853 ausführlich und teils humorvoll den Homöopathen Dr. Morgan.
Der Abenteuerromanschriftsteller Karl May beschreibt 1881 in seiner Reiseerzählung Durch Wüste und Harem, dass ihm, als seinem Alter Ego Kara Ben Nemsi, in Kairo eine „noch halb gefüllte homöopathische Apotheke von Willmar Schwabe in die Hand gekommen“ sei. Er schildert, wie er mit einem „Kästchen mit Aconit, Sulphur, Pulsatilla und all' den Mitteln, welche in einer Apotheke von hundert Nummern zu haben sind, […] hier und da bei einem Fremden oder Bekannten fünf Körnchen von der dreißigsten Potenz“ erfolgreich eingesetzt hätte und so in den Ruf eines erfolgreichen Arztes gelangt wäre.

## Museen, Dauerausstellungen, Fachbibliothek
In Köthen gibt es das Hahnemannhaus in der Wallstraße 47 (mit Gedenktafel) und in der Wallstraße 48 die europäische Fachbibliothek zur Homöopathie sowie im Historischen Museum im Schloss Köthen eine Dauerausstellung zur Homöopathie.
In Hahnemanns Geburtsstadt Meißen findet sich in der alten Klosteranlage Heilig Kreuz das Hahnemannzentrum e. V.
Zahlreiche Apothekenmuseen zeigen (auch) homöopathische Mittel.

### Materia medica und Repertorien
- Timothy Field Allen: The Encyclopedia of Pure Materia medica, 10 Bände. Reprint. New Delhi 1995. (ursprünglich: 1874–1879)
- Richard Hughes, Jabez P. Dake: A Cyclopedia of Drug Pathogenesy, 4 Bände. Reprint. New Delhi 1979. (ursprünglich: 1884–1891)
- James Tyler Kent: Repertory of the homoeopathic materia medica. Lancaster 1897. (Reprints der 6. Auflage: Jain Publishers, New Delhi 1970, ISBN 81-7021-153-0)
- William Boericke: Homöopathische Mittel und ihre Wirkungen – Materia Medica und Repertorium. 1., deutschsprachige Auflage. Verlag Grundlagen und Praxis, Wissenschaftlicher Autorenverlag, Leer 1972. (8. Auflage. 2004, ISBN 3-937268-08-1)
- Martin Schlegel: Stauffers Homöopathisches Taschenbuch, Kurzgefaßte Therapie und Arzneimittellehre zum Gebrauche für die ärztliche Praxis, Karl F. Haug Verlag, Ulm/Donau 1959
- Clemens Maria Franz von Bönninghausen: Systematisch-alphabetisches Repertorium der Homöopathischen Arzneien. Coppenrath, 1833
- Sven Sommer: Homöopathie, Gräfe und Unzer Verlag, München 2001, ISBN 978-3-7742-3223-5.
- Alexander Gothe, Julia Drinnenberg: Homöopathische Leit-Bilder: Lernen mit Cartoons. Haug, Stuttgart 2005, ISBN 3-8304-7208-0.